# Crimes de guerre en Pologne occupée pendant la Seconde Guerre mondiale

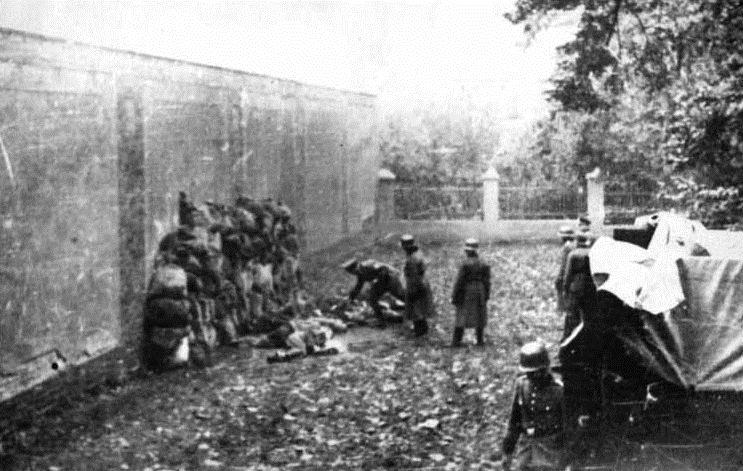
Exécution de Polonais par un Einsatzkommando, octobre 1939.

Les crimes de guerre en Pologne occupée pendant la Seconde Guerre mondiale sont les exactions commises à l'encore des Polonais au cours de l'invasion puis pendant de l'occupation de la Pologne entre 1939 et 1945. On estime qu'environ six millions de citoyens polonais ont péri pendant la Seconde Guerre mondiale, dont trois millions de Juifs (90 % de la population juive du pays), victime des purges, de massacres et de déportations. La plupart sont des civils tués par les actions de l'Allemagne nazie. 
Au Tribunal militaire international tenu à Nuremberg, en Allemagne, en 1945-1946, trois catégories de criminalité de guerre ont été juridiquement établies : la guerre d'agression ; les crimes de guerre ; et les crimes contre l'humanité. Ces trois crimes de droit international ont été pour la première fois, dès la fin de la guerre, qualifiés de violations des valeurs et normes humaines fondamentales. Ces crimes ont été commis en Pologne occupée à une échelle importante.
En 1939, les forces d'invasion se composent de 1,5 million d'Allemands et de près d'un demi-million de Soviétiques. Le territoire polonais est alors divisé entre l'Allemagne nazie et l'URSS. Au cours de l'été et de l'automne 1941, les terres annexées à l'Est par les Soviétiques, contenant d'importantes populations ukrainiennes et biélorusses, sont envahies par l'Allemagne nazie lors de l'opération Barbarossa. Les actions des pays occupants éclipsent l'État polonais souverain et infligent des dommages massifs au patrimoine culturel du pays. Les autres crimes de guerre contre la Pologne comprennent notamment les déportations visant le nettoyage ethnique, l'imposition de travaux forcés, les pacifications et les actes de génocide.

## Invasion de la Pologne (septembre 1939)
À partir du 1er septembre 1939, la guerre contre la Pologne se déroule comme tel que conçue par Adolf Hitler dans son livre Mein Kampf. L'objectif principal du plan est mettre en place un Lebensraum (espace vital) de la Grande Allemagne dans toute l'Europe de l'Est,. Selon l'historien allemand Jochen Böhler (en), la guerre d'anéantissement n'a pas commencé avec la Solution finale, mais immédiatement après l'attaque contre la Pologne. Afin d'inspirer la rage contre les Polonais et de déclencher une large acceptation publique de la guerre totale (c'est-à-dire une guerre sans limites juridiques ou morales), la machine de propagande Goebbels publia et distribua dans toute l'Allemagne deux livres basés sur des informations falsifiées : Dokumente polnischer Grausamkeit (Documents de brutalité polonaise) et Polnische Blutschuld (Culpabilité de sang polonaise). La Wehrmacht fut envoyée « pour tuer sans pitié et accorder un sursis à tous les hommes, femmes et enfants de race polonaise », comme l'ordonna Adolf Hitler dans son discours aux commandants militaires le 22 août 1939,. Cela peut être considéré comme une tentative de détruire la nation entière. Les envahisseurs allemands estimaient les Polonais comme racialement inférieurs.

### Exécutions par peloton d'exécution
Dès le début de la campagne polonaise, les forces allemandes procèdent à des massacres et à des exécutions de civils. Beaucoup de ces atrocités n'ont pas été correctement étudiées après la guerre en raison de la division politique entre l'Europe de l'Est et l'Europe de l'Ouest pendant la guerre froide, écrit Böhler. Les témoignages polonais n'identifient pas les unités allemandes impliquées ; cette information n'est traçable qu'à travers les archives allemandes. Par conséquent, les crimes commis par la Heer ont souvent été attribués à tort aux groupes opérationnels de la SS dans l'historiographie polonaise. On estime à au moins deux cents exécutions par jour commises dans le pays par les forces allemandes en septembre 1939. Reinhard Heydrich, chef du bureau principal de la sécurité du Reich, s'est plaint d'un rythme trop lent. En règle générale, les exécutions de masse sont menées dans des espaces publics tels que la place de la ville afin d'infliger la terreur.

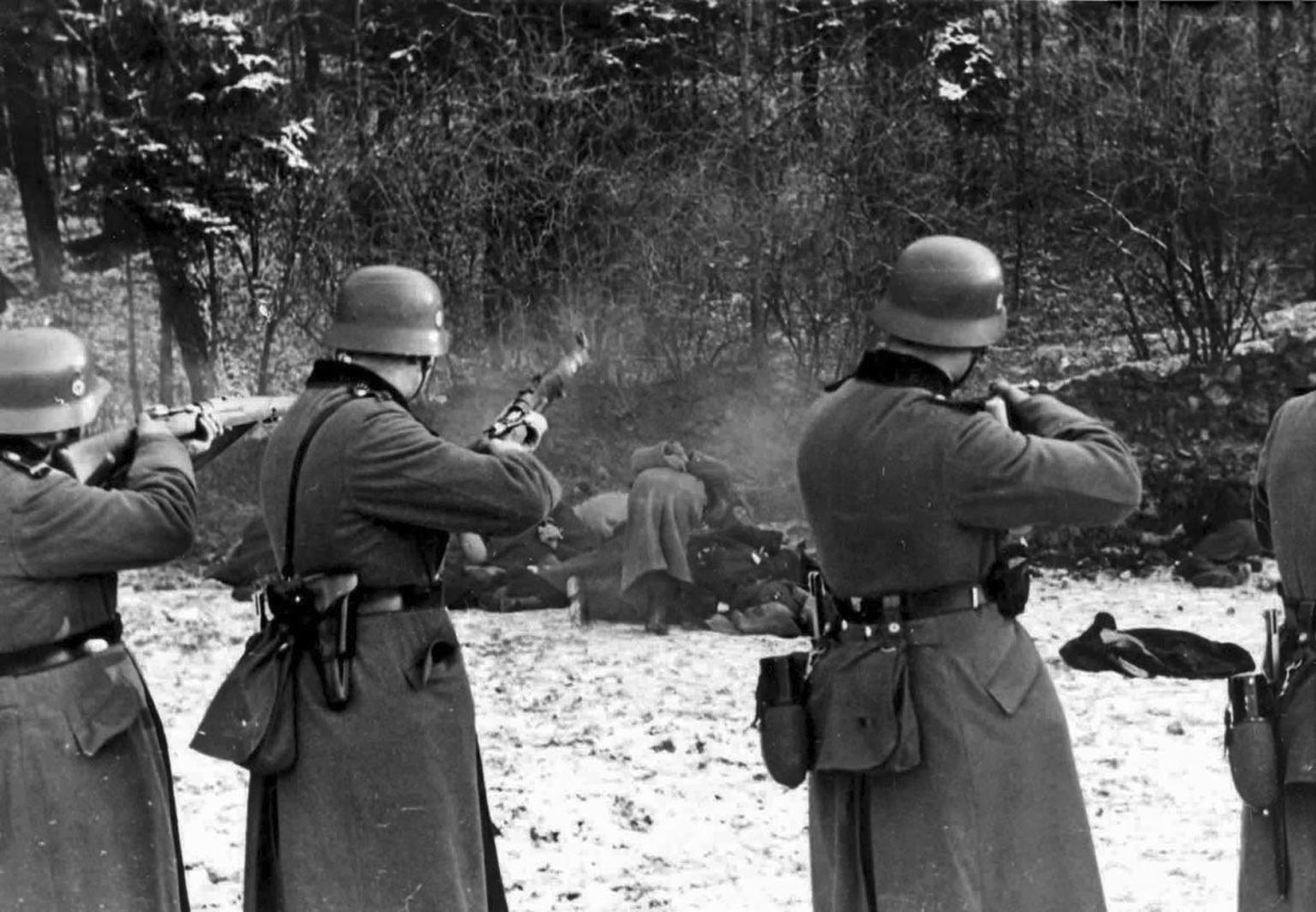
Exécution de 56 civils polonais à Bochnia lors de la prise de contrôle de la Pologne par les Allemands, le 18 décembre 1939.

Les archives montrent que pendant l'avance allemande à travers la Pologne, 531 villes et villages ont été incendiés. À la fin de septembre 1939, les noms des colonies, les dates et le nombre de civils exécutés par la Wehrmacht comprennent : Starogard (2 septembre), 190 Polonais, dont 40 Juifs; Świekatowo (3 septembre), 26 Polonais; Wieruszów (3 septembre), 20 Polonais tous juifs. Le 4 septembre 1939, le 42e régiment d'infanterie commet le massacre de Częstochowa au cours duquel au moins 1 140 civils, dont 150 juifs, sont assassinés dans plusieurs localités de la ville, conduisant à un bain de sang final selon les rapports polonais, impliquant des troupes effrayées et inexpérimentées ouvrant des tirs de mitrailleuses sur une foule de 10 000 civils rassemblés en otages sur la place principale,. Le décompte officiel de la Wehrmacht n'a répertorié que 96 hommes et 3 femmes victimes de l'action dite « anti-partisane » dans la ville.
Ci-joint les crimes notables commis par les troupes occupantes allemandes en septembre 1939 : Imielin (4-5 septembre), 28 Polonais tués ; Kajetanowice (5 septembre), 72 civils massacrés pour se venger de deux chevaux allemands tués par des tirs amis; Trzebinia (5 septembre), 97 citoyens polonais; Piotrków (5 septembre), la section juive de la ville incendiée; Będzin (8 septembre), deux cents civils brûlés vifs; Kłecko (9-10 septembre), 300 citoyens exécutés; Mszadla (10 septembre), 153 Polonais; Gmina Besko (11 septembre), 21 Polonais; Kowalewice (11 septembre), 23 Polonais; Pilica (12 septembre) ; 36 Polonais, dont 32 Juifs,; Olszewo (13 septembre), 13 personnes (la moitié du village) d'Olszewo et 10 du village voisin de Pietkowo, dont des femmes et des enfants poignardés à la baïonnette, abattus, explosés à la grenade et brûlés vifs dans une grange; Mielec (13 septembre), 55 Juifs brûlés vifs; Piątek (13 septembre), 50 Polonais, dont sept Juifs. Les 14 et 15 septembre, environ 900 Juifs polonais, pour la plupart de l'intelligentsia, furent la cible de tirs à Przemyśl et à Medyka ; ce fut une préfiguration de l'Holocauste à venir. À peu près au même moment, à Solec (14 septembre), 44 Polonais tués; peu de temps après à Chojnice, 40 citoyens polonais; Gmina Kłecko, 23 Polonais; Bądków, 22 Polonais; Dynów, deux cents juifs polonais. Les exécutions publiques se sont poursuivies bien au-delà de septembre, y compris dans des municipalités telles que le comté de Wieruszów, Gmina de Besko, Gmina de Gidle, Gmina de Kłecko, Gmina de Ryczywół, et le Gmina de Siennica, parmi d'autres.

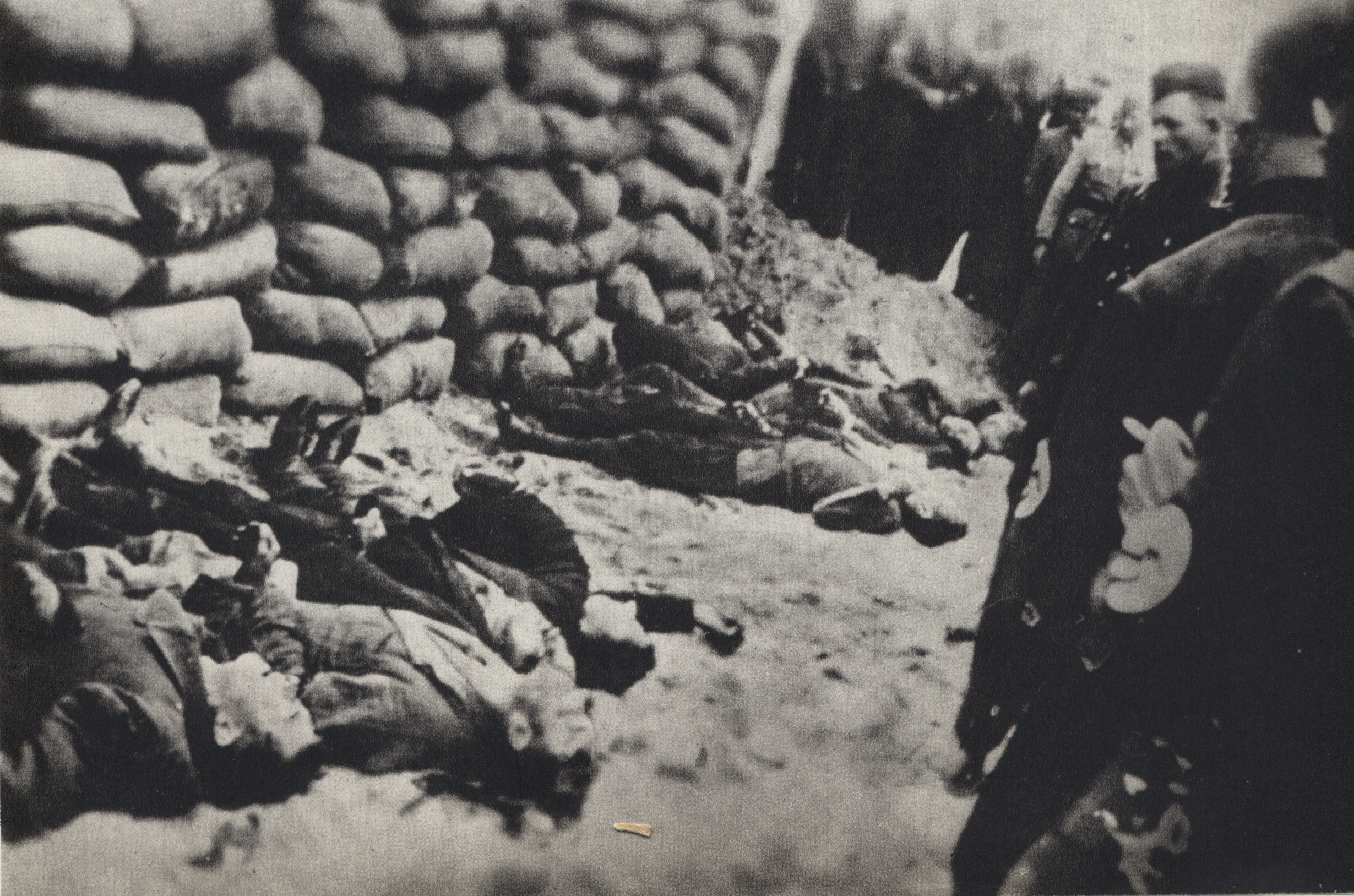
Exécution publique de 10 otages polonais par les troupes allemandes à Gąbin, 15 juin 1941.

Dans la ville de Bydgoszcz, le Volksdeutscher Selbstschutz tente d'aider les forces d'invasion allemandes en tirant sur l'armée polonaise,. Un certain nombre de saboteurs sont exécutés par les Polonais pour trahison, notamment pour possession d'armes militaires. Le gouvernement allemand nazi dans ses propres communiqués surnomme l'incident de Bydgoszcz le dimanche sanglant,. Lorsque la ville est reprise par la Wehrmacht en octobre, des escadrons de la mort désignés ont assassiné 20 000 civils polonais pour se venger dans la Vallée de la mort de Bydgoszcz,.
En plus des civils, des soldats de l'armée polonaise capturés ont également été massacrés. Le tout premier jour de l'invasion le 1er septembre 1939), des prisonniers de guerre polonais sont assassinés par la Wehrmacht à Pilchowice, Czuchów, Gierałtowice, Bolków, Lubliniec, Kochcice, Zawiść, Ornontowice et Wyry. L'armée allemande ne considérait pas les militaires capturés comme des combattants car d'après eux, les soldats polonais avait mené la guerre dans une tactique non honorable, évitant souvent la confrontation directe en faveur de tactiques de guérilla face à une force écrasante. L'historien Tadeusz Piotrowski estime que plus de 1 000 prisonniers de guerre sont exécutés par la Heer le premier jour, tandis que Timothy Snyder, un historien américain écrit que plus de 3 000 prisonniers de guerre sont tués lors de 63 fusillades distinctes au cours desquelles ils sont souvent contraints de retirer leur uniforme. En plus des exécutions par les troupes régulières, d'autres massacres sont menés dans des régions reculées par les Einsatzgruppen nouvellement formés, totalisant 3 000 hommes aidés par les bourreaux volontaires de la Selbstschutz, portant le nombre total d'opérations meurtrières à 16 000 avant la fin de septembre 1939. Avant la fin de l'année, plus de 45 000 Polonais avaient été assassinés dans les territoires occupés,.

### Campagnes de bombardement

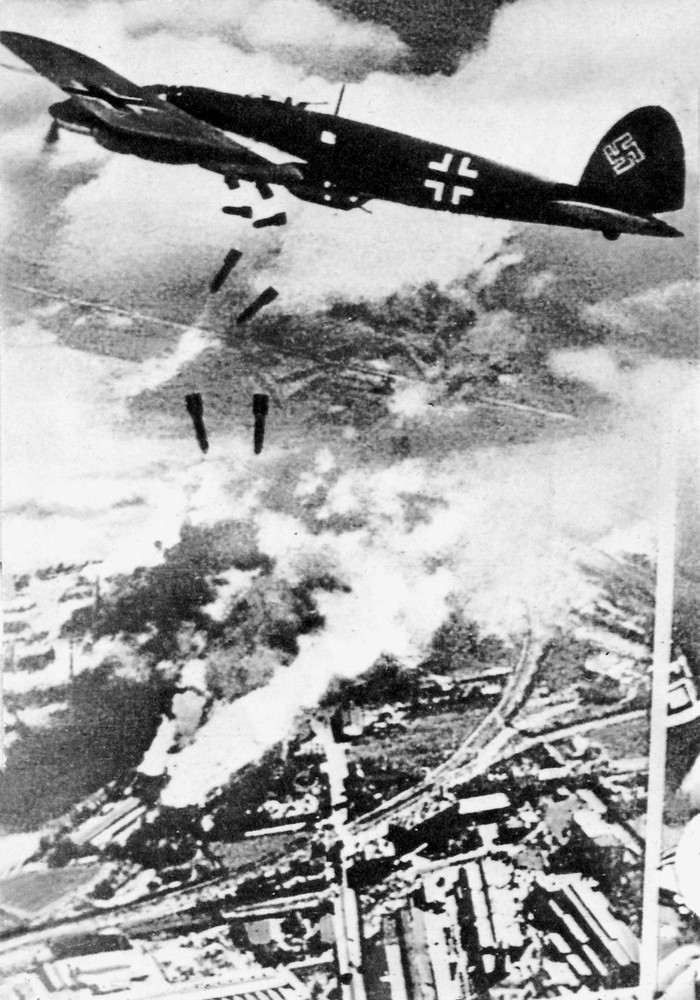
Destruction de Varsovie, lors de la campagne de bombardement aérien allemand contre la ville, septembre 1939.

La force d'invasion allemande est équipée de 2 000 avions de guerre modernes, déployés le 1er septembre 1939 à l'aube dans l'opération Wasserkante, ouvrant ainsi la campagne de septembre contre la Pologne ; il n'y a pas eu de déclaration de guerre. Les premières sorties de guerre de la Luftwaffe visent des villes polonaises sans aucune cible militaire d'aucune sorte ; par exemple, la ville de Wieluń est presque entièrement détruite par 70 tonnes de munitions larguées en quelques heures malgré le fait qu'elle n'avait aucune importance stratégique pour les Allemands, et la ville de Varsovie sera également bombardée.
La Luftwaffe a participé aux massacres en mitraillant les réfugiés sur la route,. Le nombre de civils blessés ou tués par les bombardements aériens est estimé à plus de 100 000. La Luftwaffe a largué des milliers de bombes sur des centres urbains habités uniquement par des populations civiles. Parmi les villes polonaises bombardées au début de la guerre figurent Brodnica, Bydgoszcz, Chełm, Ciechanów, Cracovie, Częstochowa, Grodno, Grudziądz, Gdynia, Janów, Jasło, Katowice, Kielce, Kowel, Kutno, Lublin, Olkusz, Piotrków, Płock, Płońsk, Poznań, Puck, Radom, Radomsko, Sulejów, Varsovie, Wieluń, Wilno et Zamość,,,,. Plus de 156 villes et villages ont été attaqués par la Luftwaffe. Varsovie a particulièrement souffert d'une combinaison de bombardements aériens et de tirs d'artillerie réduisant de grandes parties de son centre-ville historique en ruines. L'Union soviétique a aidé les Allemands en leur permettant d'utiliser une balise radio de Minsk pour guider leurs avions.

## Occupation allemande et soviétique (septembre 1939 – juin 1941)

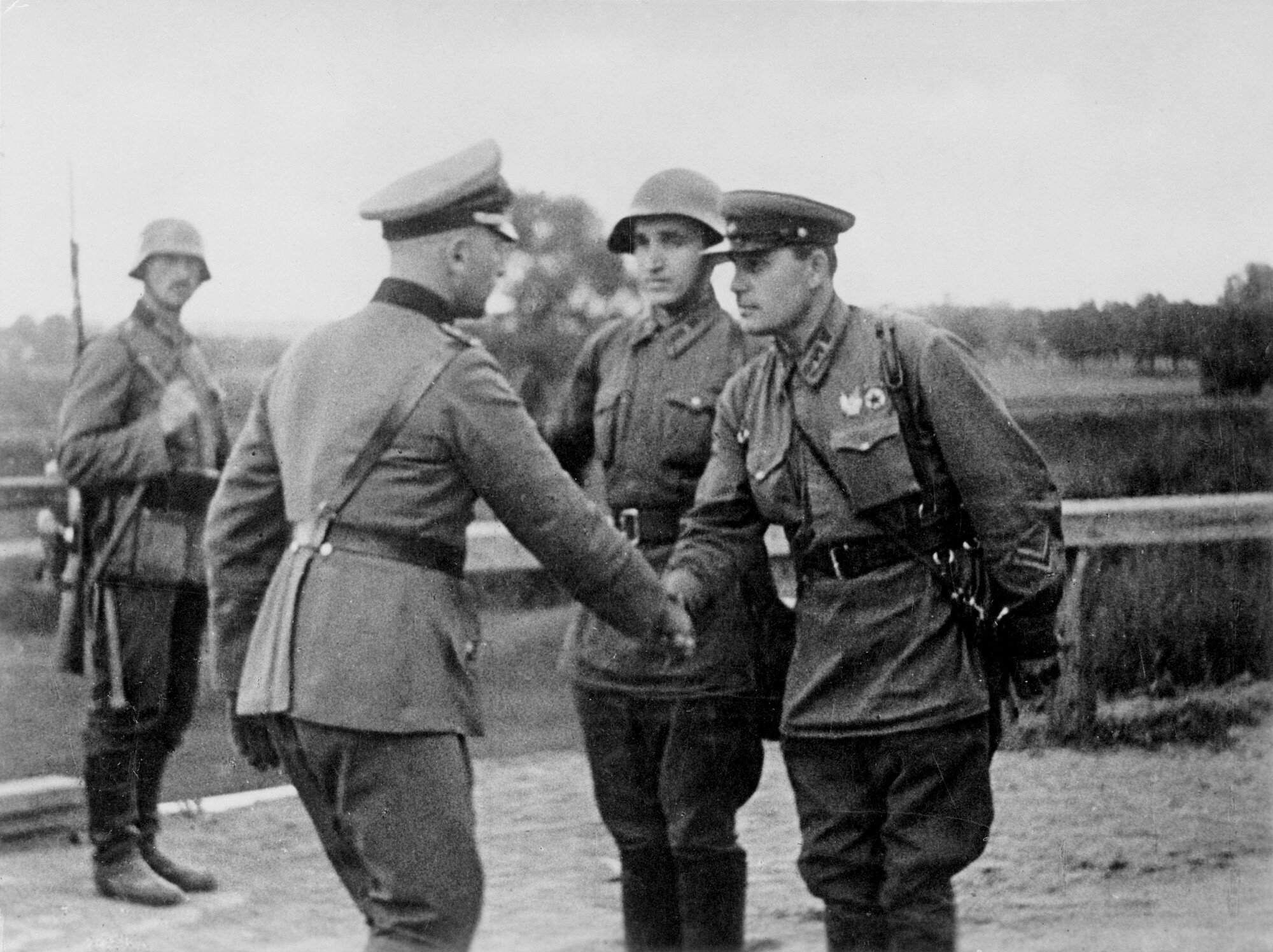
Des officiers de l'armée allemande et soviétique se serraient la main ; durant l'invasion de la Pologne, septembre 1939.

Après l'invasion de la Pologne depuis l'Ouest par l'Allemagne le 1er septembre 1939, les Soviétiques attaquent depuis l'Est le 17 septembre conformément aux termes du pacte Molotov-Ribbentrop, un accord secret de non-agression signé en août,,,. L'Allemagne annexe 91 902 kilomètres carrés où vivent 10 millions de citoyens et contrôle le gouvernement général nouvellement créé, qui se compose de 95 742 kilomètres supplémentaires englobant 12 millions de citoyens. Au total, la zone d'occupation de l'Allemagne s'étend sur 187 644 kilomètres carrés et compte 22 millions de citoyens. L'Union soviétique occupe 202 069 kilomètres carrés englobant plus de 13 millions de citoyens,. De nombreuses similitudes demeurent entre les deux zones d'occupations marquées par une oppression systématique,.
Les deux envahisseurs ont exécuté des civils polonais et des prisonniers de guerre dans des campagnes parallèles de nettoyage ethnique. « L'ampleur et l'étendue de la brutalité pratiquée dans la Pologne occupée dépassent de loin tout ce qui a été vécu dans d'autres pays occupés. »

## Crimes de guerre soviétiques
Parmi les premiers à subir des répressions massives de la part des Soviétiques se trouvent le Corps de défense des frontières. De nombreux officiers sont assassinés par la police secrète du NKVD immédiatement après leur capture. Le général polonais Józef Olszyna-Wilczyński (en) est abattu sans procédure légale au moment de son identification. Dans la région de Wilno, tous les officiers supérieurs de l'armée polonaise sont morts en captivité, comme en Polésie, où 150 officiers ont déjà été exécutés avant même que les autres ne soient faits prisonniers. Des hommes en uniforme capturés à Rohatyń ont été assassinés avec leurs femmes et leurs enfants.
Sur le front ukrainien 5 264 officiers (dont dix généraux), 4 096 sous-officiers et 181 223 soldats sont emmenés en captivité. Les troupes régulières polonaises à Lviv, y compris les forces de police, ont volontairement déposé les armes après avoir accepté les conditions soviétiques de reddition, qui leur offraient la liberté de se rendre en Roumanie et en Hongrie neutres. Les dirigeants russes ont complètement rompu l'accord. Tous les militaires polonais sont arrêtés et envoyés dans les camps de prisonniers de guerre soviétiques, dont 2 000 officiers de l'armée. Dans la vague suivante de répressions qui dura 21 mois (voir : opération Barberossa) quelque 500 000 Polonais surnommés « ennemis du peuple » seront emprisonnés sans motif.

### Massacre de Katyń par le NKVD

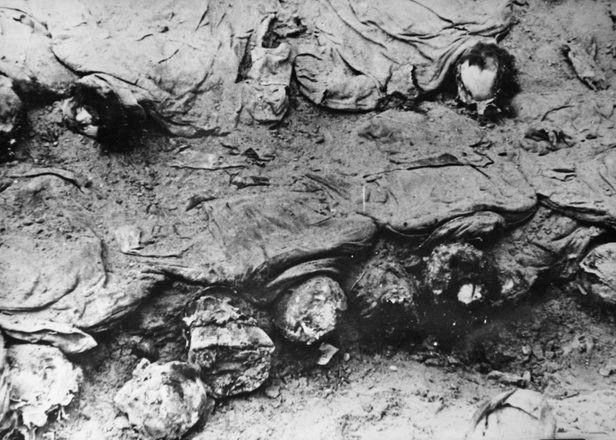
Exhumation des victimes du massacre de Katyń en 1943 ; assassiné par le NKVD soviétique trois ans plus tôt au printemps 1940.

Après l'invasion, en avril et mai 1940, la police secrète du NKVD perpétra l'atrocité de guerre la plus notoire contre tous les prisonniers de guerre détenus par l'Union soviétique. Lors du massacre de Katyń près de 22 000 ressortissants polonais sont assassinés simultanément lors d'exécutions de masse  comprenant des officiers de l'armée, des dirigeants politiques, des fonctionnaires, des représentants du gouvernement, des intellectuels, des policiers, des propriétaires terriens et des dizaines de soldats ordinaires,. La forêt de Katyn près de Smolensk, en Russie, est le principal site d'exécution où 4 443 officiers (tout l'échelon militaire polonais sous la garde des Soviétiques), sont assassinés par la police secrète soviétique. Le nom de Katyń est désormais associé à l'exécution systématique de jusqu'à 21 768 citoyens polonais dans plusieurs endroits ordonnés via un seul document, notamment au camp de prisonniers de guerre de Kozelsk ainsi qu'aux camps de Starobilsk et Ostachkov,,.
Parmi les victimes du massacre figure 14 généraux polonais, notamment Leon Billewicz (en), Bronisław Bohatyrewicz (en), Xawery Czernicki (en), Stanisław Haller (en), Aleksander Kowalewski, Henryk Minkiewicz (en), Kazimierz Orlik-Łukoski (en), Konstanty Plisowski, Rudolf Prich (en) (assassiné à Lviv), Franciszek Sikorski, Leonard Skierski, Piotr Skuratowicz (en), Mieczysław Smorawiński (en) et Alojzy Wir-Konas (en) (promu à titre posthume).

### Déportations comme moyen de nettoyage ethnique

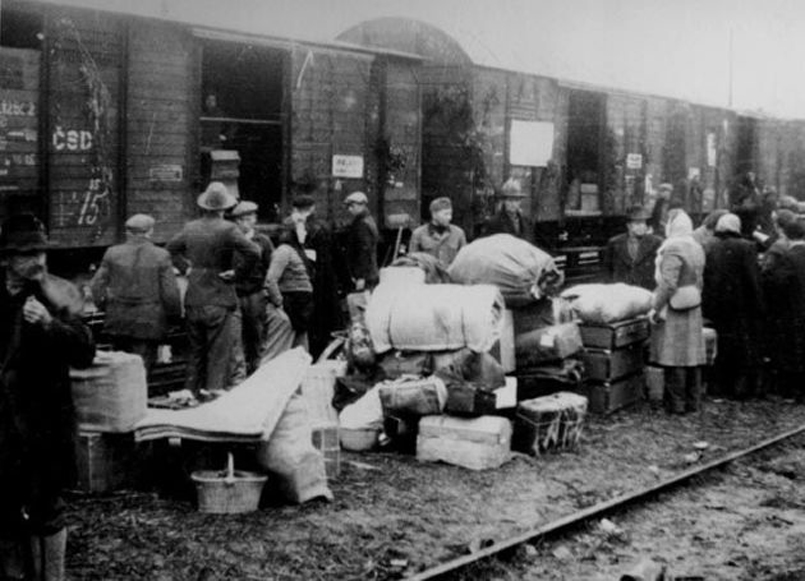
Familles polonaises déportées pendant l'occupation soviétique de Kresy. Le nombre de Sybiraks, Polonais extraits de leurs maisons et envoyés sur des terres arides en Sibérie, dépassa 1,6 million.

On estime qu'entre 1,2 et 1,7 million de ressortissants polonais (familles entières avec enfants, femmes, hommes et personnes âgées) ont été chargés dans des trains de marchandises et déportés vers l'Est de l'URSS, l'Oural et la Sibérie. Les Soviétiques ont utilisé contre les Polonais le même processus d'assujettissement utilisé contre leurs propres citoyens pendant de nombreuses années auparavant, en particulier les déportations de masse. En 1940 et dans la première moitié de 1941, les Soviétiques ont évacué les Polonais de leurs foyers en quatre grandes vagues,. La première action de déportation a eu lieu à partir du 10 février 1940,, comprenant plus de 220 000 victimes, envoyées en Russie d'Europe du Nord ; la seconde, du 13 au 15 avril 1940, a touché 300 000 à 330 000 Polonais,, envoyés principalement au Kazakhstan. La troisième vague, en juin-juillet 1940, totalise 240 000 à 400 000 victimes. La quatrième vague a lieu en juin 1941, déportant 200 000 Polonais dont un grand nombre d'enfants,.
En plus de déporter en masse les citoyens polonais, les Soviétiques ont enrôlé de force des hommes polonais dans l'Armée rouge. On estime que 210 000 jeunes hommes polonais ont été enrôlés en tant que sujets soviétiques nouvellement déclarés à la suite de l'annexion de Kresy.

### Destruction culturelle des Kresy
Les envahisseurs soviétiques ont entrepris d'éliminer les influences culturelles polonaises de la terre sous les prémisses concoctées de la lutte des classes et de démanteler l'ancien système d'administration polonais. Tous les ressortissants polonais dans les territoires occupés ont été déclarés citoyens de l'Union soviétique à partir du 29 novembre 1939. De nombreux militants sociaux polonais et dirigeants communautaires ont été éliminés par assassinat judiciaire, le recours injustifié à la peine capitale. Les Polonais capturés ont été transportés vers l'Ukraine soviétique où la plupart d'entre eux ont été exécutés dans les cachots du NKVD à Kharkiv, la deuxième plus grande ville d'Ukraine.
Les territoires polonais ont été divisés entre les RSS d'Ukraine et de Biélorussie, l'ukrainien et le biélorusse étant déclarés comme langues officielles dans l'usage local, respectivement. L'enseignement religieux était interdit. Les écoles ont été forcées de servir d'outils d'endoctrinement communiste. Des monuments ont été détruits (par exemple, à Wołczyn, les restes du roi Stanisław August Poniatowski ont été abandonnés), les noms de rues changés, des librairies fermées, des bibliothèques incendiées et des éditeurs fermés. Les collections de Tarnopol, Stanisławów et Sokal ont été transportées vers les archives russes. La censure soviétique est strictement appliquée. Même la sonnerie des cloches des églises demeure interdite. Cependant, une petite minorité de citoyens polonais de diverses origines ethniques (c'est-à-dire Biélorusses) ont salué l'invasion soviétique dans l'espoir d'obtenir des concessions politiques.
Les impôts ont été augmentés et les institutions religieuses contraintes de fermer. Les Soviétiques ont remplacé le Złoty par le Rouble, mais leur ont donné une valeur égale d'une absurdité flagrante. Les entreprises ont été obligées de rester ouvertes et de vendre aux prix d'avant-guerre, permettant ainsi aux soldats soviétiques d'acheter des marchandises avec des roubles. Des hôpitaux, des écoles et des usines entiers ont été transférés en URSS.

## Terreur dans la zone d'occupation allemande

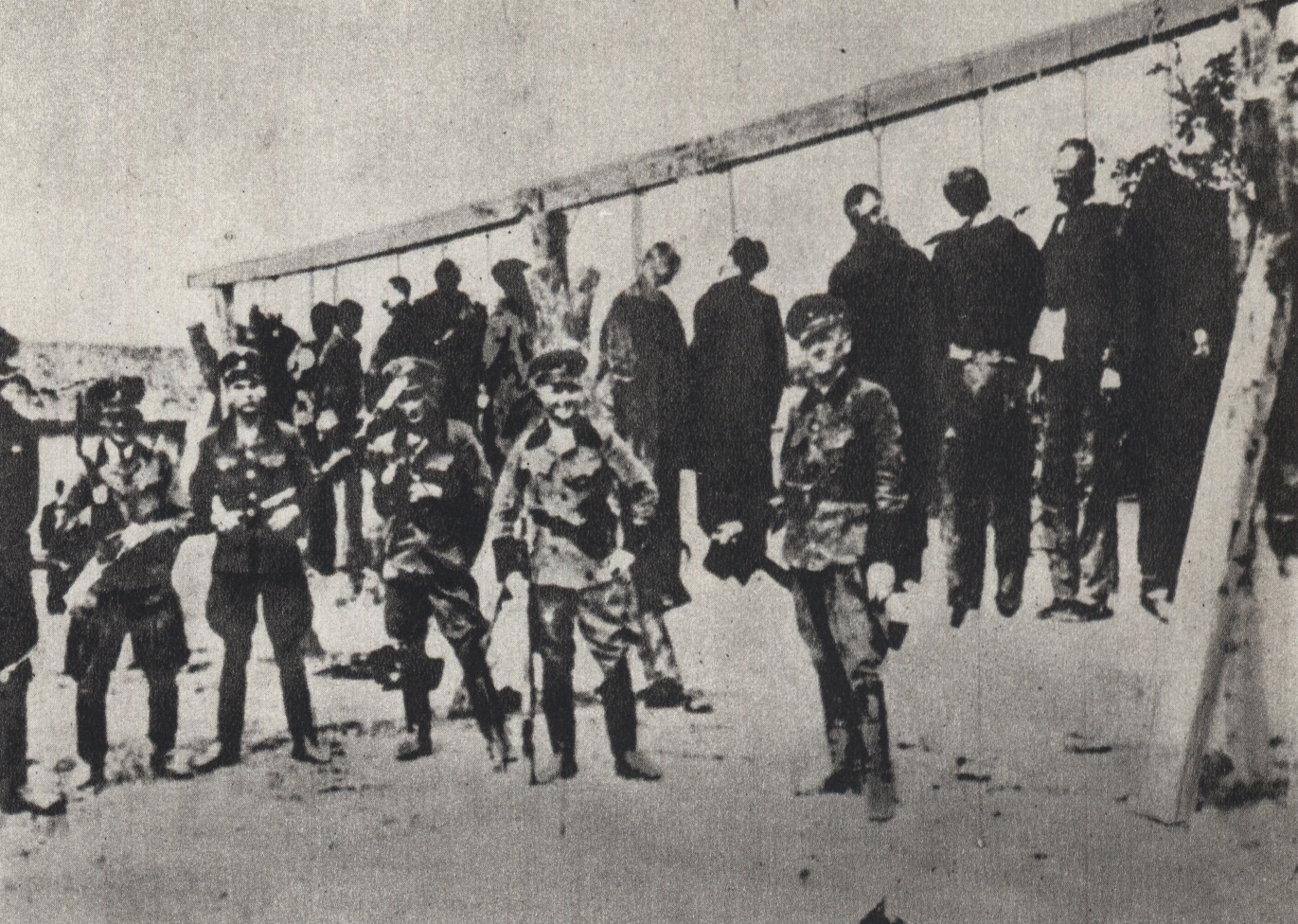
Exécution publique de citoyens polonais par les SS allemands, pendant l'occupation nazie de la Pologne.

Lors de l'invasion allemande de la Pologne, les Einsatzgruppen (escouades d'action spéciales de SS et de police), sont déployés à l'arrière et arrêtent ou assassinent des civils pris en flagrant délit de résistance contre les Allemands ou considérés comme être capables de le faire, en fonction de leur position et de leur statut social. Des dizaines de milliers de représentants du gouvernement, de propriétaires terriens, de membres du clergé et de membres de l'intelligentsia – enseignants, médecins, journalistes et autres (Polonais et Juifs) – sont soit assassinés lors d'exécutions massives, soit envoyés dans des prisons et des camps de concentration. Des unités de l'armée allemande et des forces paramilitaires Selbstschutz (« autodéfense ») composées de Volksdeutsche ont également participé à des exécutions de civils. Le Selbstschutz, avec les unités SS, a pris une part active aux meurtres de masse à Piaśnica, au cours desquels entre 12 000 et 16 000 civils polonais ont été assassinés.
L'un des exemples les plus connus est la déportation vers des camps de concentration en novembre 1939 de 180 professeurs de l'université de Cracovie. Les occupants allemands lancent l'AB-Aktion en mai 1940, un plan pour éliminer l'intelligentsia et la classe dirigeante polonaises. Plus de 16 000 membres de l'intelligentsia ont été assassinés lors de la seule opération Tannenberg.
L'Église catholique romaine est réprimée plus durement qu'ailleurs dans le Wartheland, une province créée par l'Allemagne nazie après l'invasion. Les églises sont systématiquement fermées et la plupart des prêtres sont soit assassinés, soit emprisonnés, soit déportés au Gouvernement général. Dans ce territoire, le journal de Hans Frank montre qu'il planifia une « guerre contre le clergé ». Les Allemands ont également fermé des séminaires et des couvents et ont persécuté des moines et des nonnes. Entre 1939 et 1945, environ 2 801 membres du clergé polonais sont assassinés (dans toute la Pologne); parmi eux, 1 926 sont morts dans des camps de concentration (798 d'entre eux à Dachau). 108 d'entre eux sont considérés comme des martyrs bénis, Maximilian Kolbe étant considéré comme un saint.

### Représailles et massacres allemands

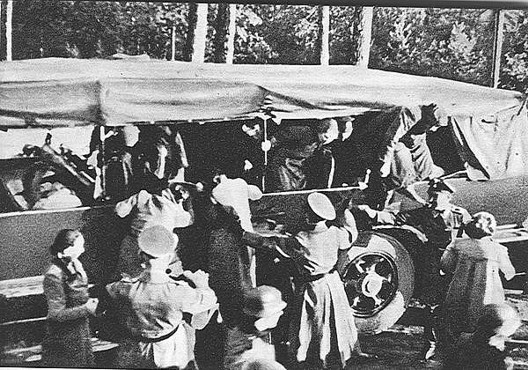
Des otages polonais débarqués en vue d'une exécutions en périphérie de Varsovie. Au total, environ 2000 Polonais ont été assassinés sur le site, lors d'exécutions secrètes entre le 7 décembre 1939 et le 17 juillet 1941.

Les opérations de pacification à grande échelle, parfois appelées « actions anti-partisanes », constituent le cœur de la politique du régime nazi contre la Pologne et entraînent la mort d'environ 20 000 personnes en moins de deux ans après l'invasion. Ils ont été principalement menés dans les régions du gouvernement général, Pomerelia, dans les environs de Wielkopolska, et dans le district de Bialystok nouvellement créé.
Le 10 septembre 1939, la politique de punition collective est introduite, entraînant la destruction de villages et de villes sur le chemin des lignes de défense polonaises. À Bogusze et à Lipówka dans le comté de Suwałki, les habitants sont massacrés par la Wehrmacht dès le retrait des Polonais. Quelque 30 autres colonies à proximité sont incendiées dans les comtés de Bielsk, Wysokie Mazowieckie, Suwałki et Łomża, même si elles n'ont pas été utilisées par les forces polonaises en retraite. Autour de Białystok, 19 villages sont complètement détruits. À Pietraszki, des personnes âgées et des enfants sont la cible de tirs depuis un char de l'armée, tandis que dans les villages de Wyliny-Ruś, Drogoszewo et Rutki, tous les civils sont sommairement exécutés, y compris les personnes âgées.

Des femmes polonaises conduites par des soldats allemands sur le site d'exécution ; massacre de Palmiry, 1940.

Les assassinats terroristes commis par des troupes en uniforme dans toute la Pologne se sont poursuivis et entre le 2 octobre – le 7 novembre 1939, plus de 8 866 Polonais sont assassinés (dont 53 Juifs). Parmi les victimes se trouvent les villes d'Otorowo (20 octobre), entre 5 et 19 Polonais abattus parce qu'un drapeau à croix gammée avait été enlevé par quelqu'un ; Gniezno, 15 citadins polonais dont le Père Zabłocki ; Bydgoszcz, 136 écoliers polonais dont des élèves de 12 ans avec environ 6 000 autres à la fin de 1939; Szamotuły (20 octobre), 5 Polonais dans un spectacle bondé au centre-ville ; Otorowo (7 novembre), 68 intellectuels polonais dont un curé et un comte,; Varsovie (22 novembre), annonce de la première législation anti-juive : 53 Juifs exécutés en public en punition d'un Einheimischen Polizisten (policier local) agressé dans la rue; Wawer (27 décembre), 106 à 107 assassinés,, ; Palmiry (décembre 1940 – juillet 1941), 2 000 Polonais lors de l'AB-Aktion,; Kościan et Leszno, 250 Polonais ; Śrem, 118 Polonais ; Wolsztyn, un groupe de Polonais ; Kórnik, 16 citoyens polonais ; Trzemeszno, 30 citoyens polonais ; Mogilno, 30/39 Polonais et un juif polonais ; Antoninek, 20 citoyens polonais fusillés. Parmi les autres sites d'exécution figurent Rawicz, Grodzisk Wielkopolski, Nowy Tomyśl, Międzychód, Żnin, Września, Chełmno, Chojnice, Kalisz et Włocławek.

### Extermination de patients psychiatriques
En juillet 1939, un programme secret nazi appelé Programme d'euthanasie T-4 est développé en Allemagne dans le but d'assassiner des personnes physiquement ou mentalement handicapées. Le programme est mis en pratique dans les territoires occupés lors de l'invasion de la Pologne. Initialement, cela est mis en œuvre selon le plan suivant : un directeur allemand prend le contrôle de l'hôpital psychiatrique ; sous la menace d'exécution, aucun patient ne peut être libéré ; tous sont comptés et transportés de l'hôpital par camions vers une destination inconnue. Chaque camion est accompagné de soldats des détachements spéciaux de la SS revenant sans les patients après quelques heures. D'après eux, les patients auraient été transférés dans un autre hôpital, mais les preuves démontreront ce mensonge. La première action de ce type a lieu le 22 septembre 1939 à Kocborowo dans un hôpital psychiatrique de la région de Gdańsk. Un peloton d'exécution assassine six employés de l'hôpital, dont le directeur adjoint, ainsi que leurs patients. En décembre, quelque 1 800 patients de Kocborowo sont assassinés et enterrés dans la forêt de Szpegawski. Au total, 7 000 victimes y seront enterrées. Une autre action d'extermination a lieu en octobre 1939 dans un hôpital d'Owińska près de Poznań où 1 000 patients (enfants et adultes) sont assassinés, avec 200 autres exécutés un an plus tard.
En plus des exécutions par peloton d'exécution, d'autres méthodes de meurtre de masse sont mises en œuvre pour la première fois à l'hôpital d'Owińska. Quelque 400 patients, ainsi que du personnel médical, sont transportés vers une forteresse militaire à Poznań où, dans les bunkers du Fort VII, ils sont gazés avec du monoxyde de carbone livré dans des réservoirs métalliques. D'autres patients de l'hôpital d'Owińska sont gazés dans des camions scellés par des gaz d'échappement. La même méthode est pratiquée à l'hôpital de Kochanówek près de Łódź, où 2 200 personnes sont tuées entre mars et août 1940. Ce fut le premier test réussi de meurtre de masse utilisant un empoisonnement par camion à gaz et cette technique sera ensuite utilisée et perfectionnée sur de nombreux autres patients psychiatriques en Pologne et en Allemagne occupées. À partir de 1941, des camionnettes à essence sont utilisées sur les détenus des camps d'extermination. Le nombre total de patients psychiatriques assassinés par les nazis en Pologne occupée entre 1939 et 1945 est estimé à plus de 16 000, avec 10 000 patients supplémentaires mourant de malnutrition et de faim. De plus, environ 100 des 243 membres de l'Association polonaise de psychiatrie ont subi le même sort que leurs patients.

### Traitement des Juifs polonais avant la Shoah

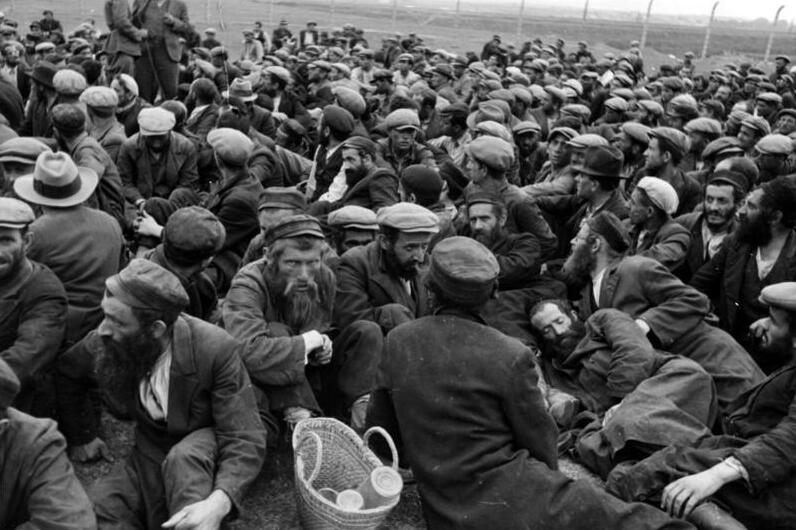
Des Juifs captifs du ghetto de Cracovie attendent le travail forcé sur un champ ouvert derrière des barbelés, 1939.

Alors que les Polonais de souche étaient généralement soumis à une persécution sélective dans le but de les décourager de résister aux Allemands, tous les Juifs de souche ont été ciblés dès le départ. Au cours des 55 premiers jours de l'occupation, environ 5 000 Juifs polonais ont été assassinés. Depuis le 12 novembre 1939, tous les Juifs âgés de plus de 12 ou 14 ans sont contraints de porter l'étoile de David,. Les forces allemandes leurs interdises légalement de travailler dans les industries clés et dans les institutions gouvernementales ; faire du pain ou gagner plus de 500 złotys par mois. Initialement, les Juifs furent assassinés à un taux inférieur à celui des Polonais de souche.
À l'intérieur de la Pologne occupée, les Allemands ont créé des centaines de ghettos dans lesquels ils ont forcé les Juifs à vivre. Ces ghettos de la Seconde Guerre mondiale faisaient partie de la politique officielle allemande de retrait des Juifs de la vie publique. La combinaison du nombre excessif de détenus, des conditions insalubres et du manque de nourriture a entraîné un taux de mortalité élevé parmi eux. Le premier ghetto est créé en octobre 1939 à Piotrków. Initialement, les ghettos demeurent ouverts, mais le 1er mai, le ghetto de Łódź est fermé par les Allemands enfermant les Juifs à l'intérieur,. Le ghetto de Varsovie est fermé en novembre 1940. Les Allemands créent une réserve pour les Juifs près de Lublin.
Les Allemands essayent de séparer les Polonais des Juifs en utilisant plusieurs lois. Une loi passible d'exécution interdit aux Polonais d'acheter dans les magasins juifs. Maria Brodacka est la première Polonaise à être assassinée par les Allemands pour avoir aidé un juif. Les Allemands ont utilisé l'incident pour assassiner 100 Juifs retenus en otages. Au début de la guerre, 1 335 Polonais sont assassinés pour avoir hébergé des Juifs.
Le ghetto de Varsovie était le plus grand des ghettos juifs situés sur le territoire du Gouvernement général pendant la Seconde Guerre mondiale, établi par l'Allemagne nazie à Varsovie, la capitale d'avant-guerre de la Pologne. Entre 1941 et 1943, la famine, la maladie et les déportations massives vers des camps de concentration et des camps d'extermination comme pendant la Gross-aktion Warschau, réduisirent la population du ghetto d'environ 445 000, à environ 71 000. En 1943, le ghetto de Varsovie fut le théâtre d'un soulèvement de ghetto,. Celui-ci est réduit en ruines.
De 1940 à 1944, on estime que la famine et la maladie ont causé la mort de 43 000 Juifs emprisonnés dans les ghettos de l'Holocauste. La plupart des Juifs polonais ont péri par la suite dans les camps de la mort allemands. Vers la fin de 1942, l'extermination massive des Juifs polonais avait commencé par des déportations des centres urbains vers les camps de la mort, y compris des Juifs de l'extérieur de la Pologne.

### Génocide culturel

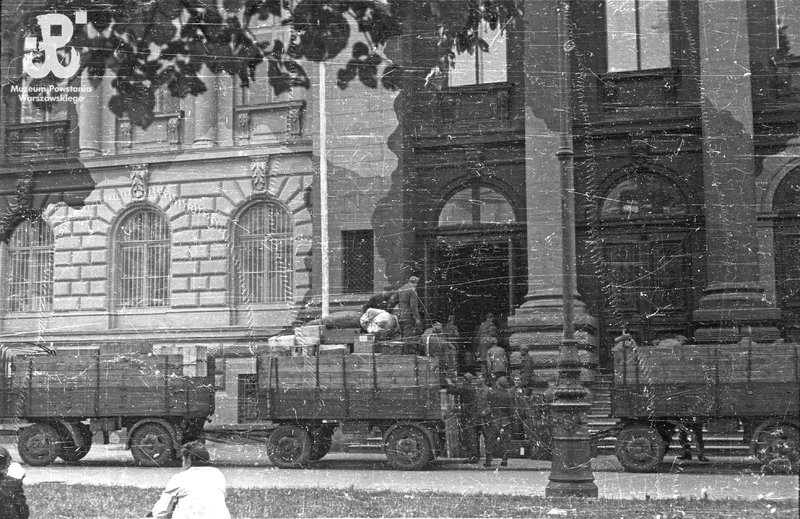
Des Allemands pillent la Galerie nationale d'art et musée Zachęta à Varsovie, été 1944.

Dans le cadre de l'effort concerté pour détruire le patrimoine culturel polonais, les Allemands ont fermé des universités, des écoles, des musées, des bibliothèques publiques, démantelé des laboratoires scientifiques, et démoli des monuments dédiés aux héros nationaux. Les principales institutions universitaires polonaises ont été rétablies en tant qu'allemand. À la fin de 1942, plus de 90 % de l'art de classe mondiale auparavant en Pologne – comme estimé par les responsables allemands – a été pillé par les Allemands. La langue polonaise avait été interdite au Wartheland ; les enfants ont été forcés d'apprendre les bases de l'allemand sous de sévères punitions corporelles. Pour empêcher l'émergence d'une prochaine génération de Polonais instruits, les autorités allemandes ont décrété que la scolarisation de la jeunesse polonaise se terminerait au niveau élémentaire,.

« Une question fondamentale dans la solution de tous ces problèmes est la question de la scolarisation et donc la question du tri et de la sélection des jeunes. Pour la population non allemande de l'Est, il ne doit pas y avoir d'école supérieure que l'école élémentaire à quatre niveaux. Le seul but de cette école est d'être [...] Simplement arithmétique jusqu'à 500 au maximum ; écriture de son nom ; la doctrine selon laquelle c'est une loi divine d'obéir aux Allemands et d'être honnête, industrieux et bon. Je ne pense pas que la lecture soit nécessaire. »

— Mémorandum secret de Himmler, « Réflexions sur le traitement des peuples de races étrangères à l'Est ».
En sa qualité de commissaire du Reich, Heinrich Himmler supervise l'enlèvement des enfants polonais à germaniser. Les historiens estiment qu'entre 50 000 et jusqu'à 200 000 enfants polonais ont été enlevés à leurs familles pendant la guerre ; envoyés dans des fermes et des familles du Reich pour ne jamais revenir,. Beaucoup d'enfants sont restés en Allemagne après la guerre, ignorant leur véritable origine.
Fin octobre 1939, les Allemands introduisent la peine de mort pour désobéissance active à l'occupation allemande. Des plans pour des expulsions massives et le système de camps de travaux forcés accueillant jusqu'à 20 millions de Polonais ont été élaborés. Himmler élabore un plan pour déplacer tous les Polonais en Sibérie. En mai 1940, il rédige un mémorandum; dans ce document, il promet d'expulser à terme tous les Polonais vers l'Est. La plupart d'entre eux étaient destinés à mourir pendant la culture des marais.

### Expulsions forcées et rafles destinées au travail forcé

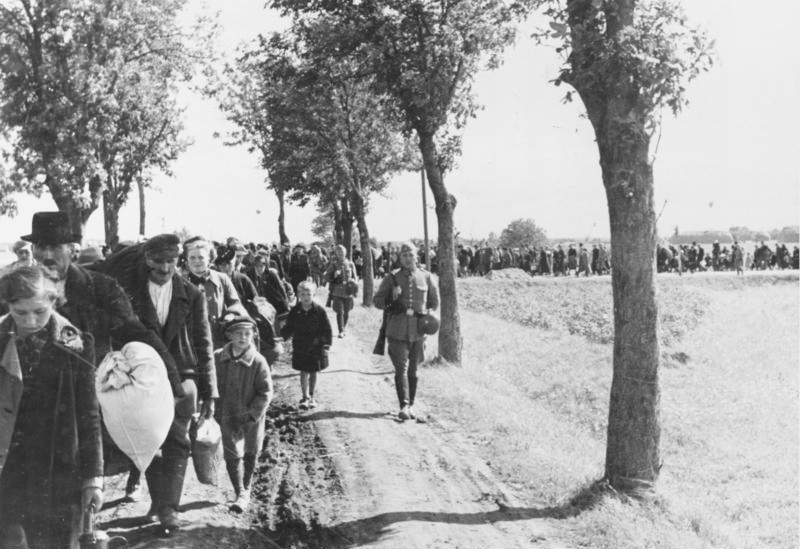
Expulsion massive de Polonais, dans le cadre du nettoyage ethnique allemand de la Pologne occidentale annexée au Reich, 1939.

Les Allemands prévoyaient de changer la propriété de toutes les propriétés du pays incorporé au Troisième Reich. Dans un discours aux colons allemands, Arthur Greiser déclare : « Dans dix ans, il n'y aura même pas de métairie paysanne qui ne sera aux mains des Allemands ». Dans le Wartheland, l'objectif nazi était la germanisation complète. Les territoires anciennement polonais devaient devenir politiquement, culturellement, socialement et économiquement allemands. Les nazis ont fermé les écoles primaires où le polonais était la langue enseignée. Les rues et les villes ont été renommées (Łódź devient Litzmannstadt, etc.). Des dizaines de milliers d'entreprises polonaises, des grandes entreprises industrielles aux petits magasins, ont été saisies sans paiement aux propriétaires. Des panneaux placés dans les lieux publics mettent en garde : « Entrée interdite aux Polonais, aux Juifs et aux chiens. » La réinstallation forcée touche deux millions de Polonais. Au cours de l'hiver rigoureux de 1939-1940, les familles sont contraintes de tout laisser derrière elles sans aucune récompense. Dans le cadre de la seule opération Tannenberg, 750 000 paysans polonais sont chassés de leurs maisons ultérieurement rasées et les terres données aux colons et aux militaires allemands. 330 000 autres seront assassinés.
Les Juifs sont traités légèrement différemment lorsqu'ils sont rassemblés dans des ghettos dans les villes. Himmler ordonne la déportation vers la Pologne centrale de tous les Juifs des terres annexées. Au cours de l'hiver 1939-1940, environ 100 000 Juifs sont déportés.
Tous les hommes polonais sont tenus d'effectuer des travaux forcés. Entre 1939 et 1945, au moins un million et demi de citoyens polonais sont détenus et transportés dans le Reich pour y être soumis au travail forcé contre leur gré. Une estimation monte a un million (y compris les prisonniers de guerre) des terres annexées et 1,28 million du gouvernement général,. Le ministère polonais des Affaires étrangères estime que le chiffre est de plus de deux millions et demi pendant la guerre. Beaucoup sont des garçons et des filles adolescents. Bien que l'Allemagne ait également utilisé des travailleurs forcés d'Europe occidentale, les Polonais, ainsi que d'autres Européens de l'Est considérés comme inférieurs, ils sont soumis à des mesures discriminatoires particulièrement sévères : contraints de porter des P violets identifiants cousus sur leurs vêtements, soumis à un couvre-feu et interdits de transports en commun. Alors que le traitement des ouvriers d'usine ou des ouvriers agricoles variait souvent selon l'employeur individuel, les ouvriers polonais étaient en règle générale obligés de travailler plus d'heures pour des salaires inférieurs à ceux des Européens de l'Ouest et, dans de nombreuses villes, contraints de vivre dans des caserne séparées derrière des barbelés. Les relations sociales avec les Allemands en dehors du travail étaient interdites et les relations sexuelles avec eux considérées comme des « souillures raciales », passibles de la peine de mort. Pendant la guerre, des centaines d'hommes polonais ont été exécutés pour leurs relations avec des femmes allemandes.

#### Camps de concentration

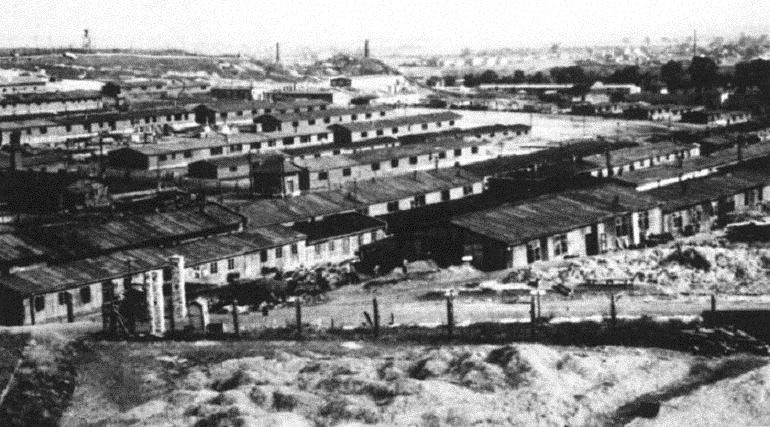
Le camp de concentration de Płaszów en dehors de Cracovie, 1942.

Des citoyens polonais, mais surtout des Polonais de souche et des Juifs polonais, sont emprisonnés dans presque tous les camps du vaste système de camps de concentration en Pologne occupée par les Allemands et dans le Reich. Un important complexe de camp de travail à Stutthof, à l'Est de Gdańsk / Danzig est ouvert comme camp d'internement en septembre 1939. On estime que 20 000 Polonais y sont morts à la suite de travaux forcés, d'exécutions, de maladies et de famine. Quelque 100 000 Polonais sont déportés vers le camp de concentration de Majdanek, comprenant des sous-camps à Budzyn, Trawniki, Poniatowa, Kraśnik, Puławy, ainsi que la « piste d'atterrissage » et Lipowa ajoutés en 1943. Des dizaines de milliers de prisonniers y sont morts. On estime à 20 000 les Polonais morts à Sachsenhausen, 20 000 à Gross-Rosen, 30 000 à Mauthausen, 17 000 à Neuengamme, 10 000 à Dachau et 17 000 à Ravensbrück. En outre, des dizaines de milliers de Polonais ont été exécutés ou sont morts par milliers dans d'autres camps, y compris des camps spéciaux pour enfants comme à Łódź et son sous-camp de Dzierżązna, dans des prisons et d'autres lieux de détention à l'intérieur et à l'extérieur de la Pologne.
Le camp de concentration d'Auschwitz entre en service le 14 juin 1940. Le premier transport de 728 prisonniers polonais se compose principalement d'écoliers, d'étudiants et de soldats de la prison surpeuplée de Tarnów. En une semaine, 313 autres les rejoignent. 1 666 transports majeurs sont dénombrés en août et 1 705 en septembre. Cette phase polonaise d'Auschwitz dura jusqu'au milieu de 1942. En mars 1941, 10 900 prisonniers sont enregistrés dans le camp, pour la plupart des Polonais.
Les camps de concentration les plus notoires de la Pologne occupée ainsi que le long des frontières allemandes nazies comprenaient : Gross-Rosen en Silésie (aujourd'hui faisant partie de la Pologne), Janowska, Cracovie-Płaszów, Poniatowa (réaffecté du camp de travaux forcés), Skarżysko-Kamienna, Soldau, Stutthof, et Trawniki.

#### Camps de travaux forcés
Le système de camps où les Polonais sont détenus, emprisonnés et forcés au travail sont l'une des structures fondamentales du régime nazi et, avec l'invasion de la Pologne, devient l'épine dorsale de l'économie de guerre allemande et de la terreur organisée par l'État. On estime qu'environ cinq millions de citoyens polonais sont passés par ce système.
La liste non exhaustive des emplacements de campements comprenant au moins une centaine de travailleurs forcés, inclus dans l'ordre alphabétique : Andrychy, Antoniew-Sikawa, Augustów, Będzin, Bialosliwie, Bielsk Podlaski, Bliżyn, Bobrek, Bogumiłów, Boże Dary, Brusy, Burzenin, Chorzów, Dyle, Gidle, Grajewo, Herbertów, Inowrocław, Janów Lubelski, Kacprowice, Katowice, Kazimierza Wielka, Kazimierz Dolny, Klimontów, Koronowo, Kraków-Podgórze, Kraków-Płaszów, Krychów, Lipusz, łysaków, Miechow, Mikuszowice, Mircze, Mysłowice, Ornontowice, Nowe, Nowy Sącz, Potulice, Rachanie, Słupia, Sokółka, Starachowice, Swiętochłowice, Tarnogród, Wiśnicz Nowy, Wierzchowiska, Włoszczowa, Wola Gozdowska, Żarki et Zarudzie.

## Massacres des prisonniers du NKVD (juin-juillet 1941)

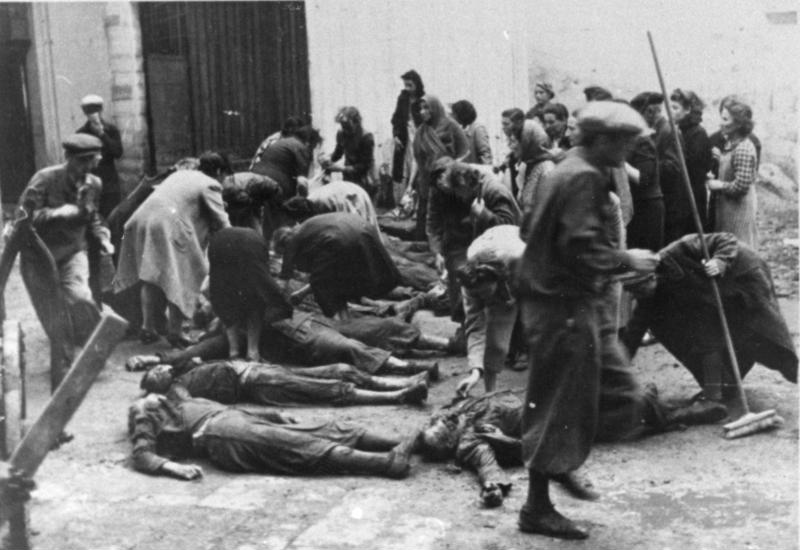
Victimes du NKVD soviétique à Tarnopol, juillet 1941.

À la suite de l'attaque allemande contre l'Union soviétique le 22 juin 1941, l'opération Barbarossa, le NKVD soviétique panique et exécute ses prisonniers en masse avant de se retirer dans ce qui deviendra les massacres de prisonniers du NKVD. L'estimation la plus prudente estime le nombre de morts dans les prisons à 30 000, bien que ce nombre monte jusqu'à 100 000 victimes jusqu'au repli des Soviétiques. L'officier du renseignement britannique et historien d'après-guerre George Malcher évalue le total à 120 000 personnes tuées dans les prisons du NKVD et pendant la fuite soviétique. Staline ordonne l'exécution de tous les suspects ayant espionné l'Union soviétique, signifiant une bonne partie des détenus par les agents de la police secrète.
Selon les archives du NKVD, près de 9 000 prisonniers sont assassinés en RSS d'Ukraine lors de ces massacres. En raison de la confusion lors de la retraite soviétique rapide et des dossiers incomplets, le nombre du NKVD est très probablement sous-estimé. Selon les estimations des historiens contemporains, le nombre de victimes dans les territoires précédemment annexés à l'Ukraine soviétique (Galice orientale, Polésie occidentale et Volhynie occidentale) est probablement compris entre 10 000 et 40 000. Par origine ethnique, les Ukrainiens représentent environ 70 % des victimes, les Polonais à 20 % et le reste étant des Juifs et d'autres nationalités.
Les Soviétiques laissent derrière eux des milliers de cadavres entassés dans les cours des prisons, les couloirs, les cellules, les sous-sols et les chambres de torture du NKVD, comme le découvrent les Allemands lors de leur avance en juin-juillet 1941. Ce qui suit est une liste partielle des prisons et autres lieux d'exécution secrets, où des meurtres de masse se sont déroulés ; compilée par l'historien Tadeusz Piotrowski et d'autres.
Dans huit voïvodies polonaises d'avant-guerre, le nombre de morts est compris entre 32 000 et 34 000. Les lieux par ordre alphabétique comprennent : la prison d'Augustów : (30 morts) ; Berezwecz : (2 000 à 3 000 morts) ; Białystok : (centaines de victimes) ; Boryslaw, (dizaines de victimes) ; Bobrka : (9-16 morts) ; Brzeżany : (plus de 220 morts) ; Busc : (environ 40 morts) ; Bystrzyca Nadwornianska, Tcherven, Ciechanowiec : (environ 10 morts) ; Czerlany : (180 prisonniers de guerre) ; Czortków, Dobromil : (400 assassinés) ; Drohobycz : (jusqu'à 1 000 morts) ; Doubno : (environ 525 morts) ; Grodno : (moins de 100 morts) ; Gródek Jagiellonski : (3 morts) ; Horodenka, Jaworów : (32 morts) ; Kałusz, Kamionka Strumilowa : (environ 20 morts) ; Kołomyja, Komarno, Krzemieniec : (jusqu'à 1 500 morts) ; Lida, Lwów (plus de 12 000 assassinés dans 3 prisons distinctes) ; Łopatyn : (12 morts) ; Loutsk : (jusqu'à 4 000 morts) ; Mikolajów, Minsk : (plus de 700 morts) ; Nadworna : (environ 80 morts) ; Oleszyce, Oszmiana : (au moins 60 morts) ; Otynie : (300 morts) ; Pasieczna, Pińsk : (« des dizaines à des centaines »); Przemyślany : (jusqu'à 1 000 morts) ; Równe : (jusqu'à 500 morts) ; Rudki : (200 morts) ; Sambor : (au moins 200, jusqu'à 720 morts) ; Sarny : (environ 90 morts) ; Sądowa Wisznia : (environ 70 morts) ; Sieniatycze : (15 morts) ; Skniłów : (200 prisonniers de guerre) ; Słonim, Stanisławów : (environ 2 800 morts) ; Stryj : (au moins 100 morts) ; Szczerzec : (environ 30 morts) ; Tarasowski Las : (environ 100 morts) ; Tarnopol : (jusqu'à 1 000 morts) ; Vileïka : (plus de 700 morts) ; Wilno : (des centaines); Włodzimierz Wołynski, Wołkowysk : (7 morts) ; Wołożyn : (environ 100 morts) ; Wolozynek, Zalesiany, Zaleszczyki, Zborów : (environ 8 morts) ; Złoczów : (jusqu'à 750 morts) ; Zółkiew : (jusqu'à 60 morts) et Zydaczów,,,,,.
Ajoutés aux massacres du NKVD lors de la retraite soviétique, d'autres crimes les incluant se déroulèrent à Brzeżany où ceux-ci lancèrent des grenades à main dans des maisons, et Czortków, où quatre prêtres, trois frères et un tertiaire furent assassinés.

## Shoah en Pologne

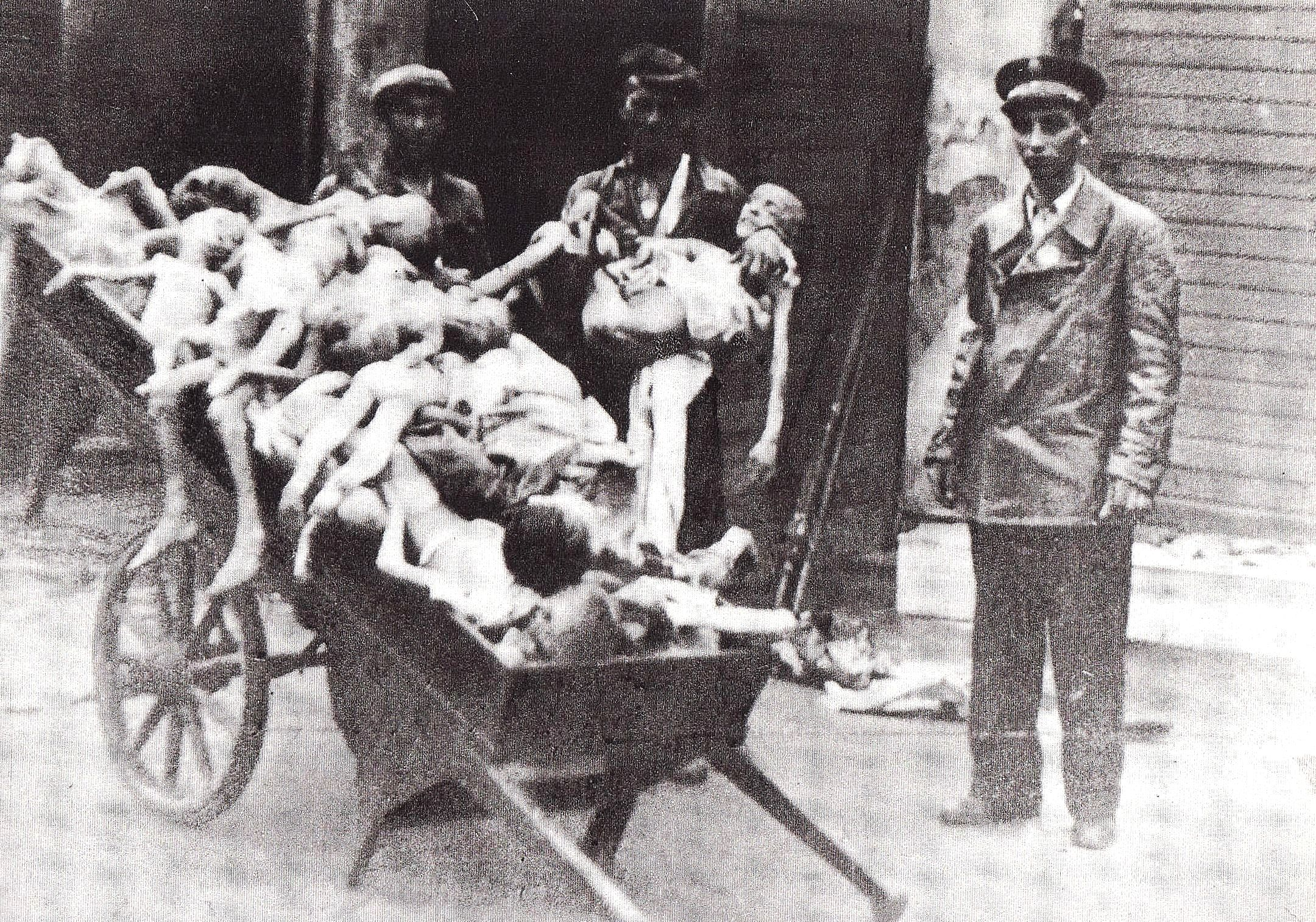
Cadavres émaciés d'enfants dans le ghetto de Varsovie.

### Chełmno, Bełżec, Sobibor et Treblinka
Le premier camp de la mort en Pologne occupée est établi à la fin de 1941 à Chełmno (rebaptisé Kulmhof) dans les terres annexées. La nouvelle méthode de mise à mort provient de la pratique antérieure consistant à gazer des milliers de patients hospitalisés notamment à Hadamar ou Sonnenstein, connue sous le nom d'Aktion T4. Dans le camp d'extermination de Chełmno, la SS-Totenkopfverbände utilise des camionnettes de gaz mobiles pour assassiner principalement des Juifs polonais emprisonnés dans le ghetto de Łódź. Au moins 152 000 personnes ont été gazées à Chełmno selon le verdict d'après-guerre de l'Allemagne de l'Ouest, bien que jusqu'à 340 000 victimes aient été estimées par la Commission principale polonaise d'enquête sur les crimes allemands en Pologne (GKBZNwP), un organisme prédécesseur de l'Institut de la mémoire nationale.
À la suite de la conférence de Wannsee de 1942, dans le cadre de l'opération Reinhard en Pologne occupée, le gouvernement allemand construit trois centres de mise à mort réguliers avec des chambres à gaz fixes dans le Gouvernement général. Ce fut la phase la plus meurtrière de la Solution finale, basée sur la mise en œuvre de moyens semi-industriels d'assassinat et d'incinération de personnes. Les nouvelles installations comprenaient le camp d'extermination de Treblinka (créé en juillet 1942), Bełżec (mars 1942) et le camp d'extermination de Sobibor (prêt en mai 1942). Des installations de mise à mort parallèles furent construites à Auschwitz-Birkenau, au sein d'Auschwitz-I déjà existant en mars 1942, et à Majdanek plus tard cette année-là,.

### Auschwitz-Birkenau
Les premiers prisonniers politiques polonais ont commencé à arriver à Auschwitz I en mai 1940. En mars 1941, 10 900 y étaient emprisonnés. En septembre 1941, quelque 200 prisonniers malades, polonais pour la plupart, ainsi que 600 prisonniers de guerre soviétiques furent assassinés lors des premières expériences de gazage à Auschwitz. À partir de 1942, la population carcérale d'Auschwitz devint beaucoup plus diversifiée, alors que les Juifs et autres « indésirables » de toute l'Europe occupée par les Allemands furent déportés dans le camp.
Environ 960 000 Juifs ont été assassinés à Auschwitz parmi ses 1,1 million de victimes, dont 438 000 Juifs de Hongrie et 300 000 Juifs polonais, 69 000 Juifs français, 60 000 Juifs néerlandais et 55 000 Juifs grecs,. L'universitaire polonais Franciszek Piper, l'historien en chef d'Auschwitz, estime qu'entre 140 000 à 150 000 Polonais ont été déportés dans ce camp entre 1940 et 1945, et que 70 000 à 75 000 y sont morts en tant que victimes d'exécutions, d'expériences médicales, de famine et de maladie. Des centaines de milliers de victimes ont également été assassinées dans les camps de concentration de Majdanek, Treblinka et Varsovie.

## Crimes de guerre ukrainiens

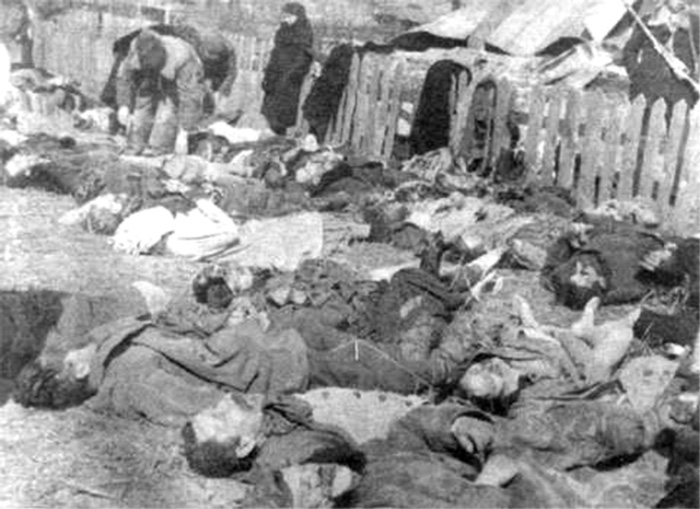
Victimes d'un massacre commis par l'OUN-UPA ukrainien à Lipniki (Pologne), 1943

Pendant de nombreuses années, pendant la domination soviétique sur la Pologne communiste, la connaissance des massacres ukrainiens de Polonais en Volhynie et en Galicie orientale perpétrés contre les Polonais et les Juifs de souche par des nationalistes et des paysans ukrainiens a été supprimée pour des raisons de propagande politique. Parmi les premiers à subir des massacres se trouvaient les unités de l'armée polonaise fuyant l'avancée allemande en 1939. En plus des hommes en uniforme pris en embuscade, il existe des dossiers de civils assassinés avec eux et de femmes violées.
Après l'attaque allemande contre l'URSS, de nombreux Ukrainiens de souche considèrent l'Allemagne nazie comme leur libérateur, dans l'espoir d'établir une Ukraine indépendante. Les meurtres à motivation ethnique s'intensifièrent lors de l'envahissement de la zone d'occupation soviétique dans les régions de Kresy. Quelque 200 réfugiés polonais furent assassinés à Nawóz. Les Ukrainiens ethniques faisaient également partie des partisans des rafles et des meurtres de Juifs.
De nombreuses sources affirment que dès que les Allemands avancèrent vers Lviv, les compatriotes ukrainiens commencèrent à assassiner des Juifs dans des territoires à population majoritairement ukrainienne,. On estime que, dans cette vague de pogroms dans 54 villes, quelque 24 000 Juifs ont été tués. Avec de nombreux Juifs déjà exécutés ou en fuite, les groupes organisés de nationalistes ukrainiens sous Mykola Lebed commencèrent à cibler les Polonais de souche y compris les femmes enceintes et les enfants.
Au cours de la campagne de nettoyage ethnique qui a suivi par des nationalistes ukrainiens regroupés en groupes paramilitaires sous le commandement de l'Armée insurrectionnelle ukrainienne (OUN-UPA) et de l'Organisation des nationalistes ukrainiens (OUN-B), quelque 80 000 à 100 000 citoyens polonais ont été assassinés. Les lieux, dates et nombres de victimes comprennent (par ordre chronologique) : Koszyszcze (15 mars 1942), 145 Polonais plus 19 collaborateurs ukrainiens, sept Juifs et neuf Russes, massacrés en présence de la police allemande ; Antonówska (avril), neuf Polonais ; Aleksandrówka (septembre), six Polonais ; Rozyszcze (novembre), quatre Polonais ; Zalesie (décembre), neuf Polonais ; Jezierce (16 décembre), 280 Polonais ; Borszczówka (3 mars 1943), 130 Polonais dont 42 enfants tués par les Ukrainiens avec les Allemands ; Pienki, Pendyki Duze & Pendyki Male, trois sites (18 mars), 180 Polonais ; Melnytsa (18 mars), environ 80 Polonais, assassiné par la police ukrainienne avec les Allemands ; Lipniki (25 mars), 170 Polonais ; Huta Majdanska (13 avril), 175 Polonais ; Zabara (22-23 avril), 750 Polonais ; Huta Antonowiecka (24 avril), environ 600 Polonais ; Klepachiv (5 mai), 42 Polonais ; Katerburg (7-8 mai), 28 Polonais, dix Juifs polonais et deux familles mixtes polonaises-ukrainiennes « collaboratrices » ; Stsryki (29 mai), au moins 90 Polonais ; Hurby (2 juin), environ 250 Polonais ; Górna Kolonia (22 juin), 76 Polonais ; Rudnia (11 juillet), environ 100 Polonais ; Gucin (11 juillet), vers 140, soit 146 Polonais ; Kalusiv (11 juillet), 107 Polonais ; Wolczak (11 juillet), environ 490 Polonais ; Orzesyn (11 juillet), 306 Polonais ; Khryniv (11 juillet), environ 200 Polonais ; Zablocce (11 juillet), 76 Polonais ; Mikolajpol (11 juillet), plus de 50 Polonais ; Jeziorany Szlachecki (11 juillet), 43 Polonais ; Krymno (11 juillet), Polonais réunis dans une église et massacrés ; Dymitrivka (22 juillet), 43 Polonais ; Ternopil (août), 43 Polonais ; Andrzejówka (1er août), « des dizaines » de Polonais assassinés ; Kisielówka (14 août), 87 Polonais ; Budy Ossowski (30 août), 205 Polonais dont 80 enfants ; Czmykos (30 août), 240 Polonais ; Ternopol (septembre), 61 Polonais ; Beheta (13 septembre), 20 Polonais ; Ternopil (octobre), 93 Polonais ; Lusze (16 octobre), deux familles polonaises ; Ternopil (novembre), 127 Polonais, un grand nombre de colonies voisines détruites ; Stezarzyce (6 décembre), 23 Polonais ; Ternopil (décembre), 409 Polonais ; Ternopil (janvier 1944), 446 Polonais,,.
On estime qu'entre 200 000, et 500 000 civils de toutes origines ethniques sont morts cours des opérations de nettoyage ethnique de l'OUN-UPA dans l'Est de la Pologne. Certains Ukrainiens ont également collaboré en tant que gardes Trawnikis dans les camps de concentration et d'extermination, notamment à Treblinka.
Certains Polonais ont également assassiné des Ukrainiens de souche en représailles, comme dans le cas de Pawłokoma. Il existe aussi des allégations de meurtres à plus petite échelle de Lituaniens ethniques.
D'autres actions de représailles comprenaient le pogrom de Jedwabne des Juifs vivant dans et près de la ville de Jedwabne (district de Bialystok) pendant l'occupation de la Pologne, en juillet 1941. L'enquête officielle de l'Institut polonais de la mémoire nationale confirme que le crime avait été « commis directement par les Polonais, mais à l'instigation des Allemands ».

## Crimes de guerre allemands
En 1943, il est courant que le public soit victime de meurtres de masse. Lors du massacre de Józefów, 1 500 hommes, femmes, enfants et personnes âgées juifs sont assassinés. La population païenne des villes métropolitaines polonaises est ciblée pour être réduite en esclavage dans les actions łapanka, au cours desquelles les détachements des SS, de la Wehrmacht et de la police rassemblent des civils après avoir bouclé les rues. Entre 1942 et 1944 à Varsovie, environ 400 Polonais ont été capturés chaque jour lors d'actions łapanka.

### Insurrection de Varsovie

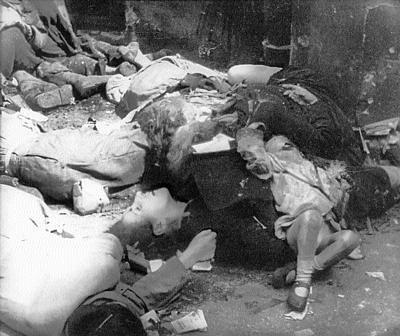
Séquences filmées par la résistance polonaise montrant les corps de civils, dont des enfants, assassinés par les troupes SS pendant l'insurrection de Varsovie, en août 1944.

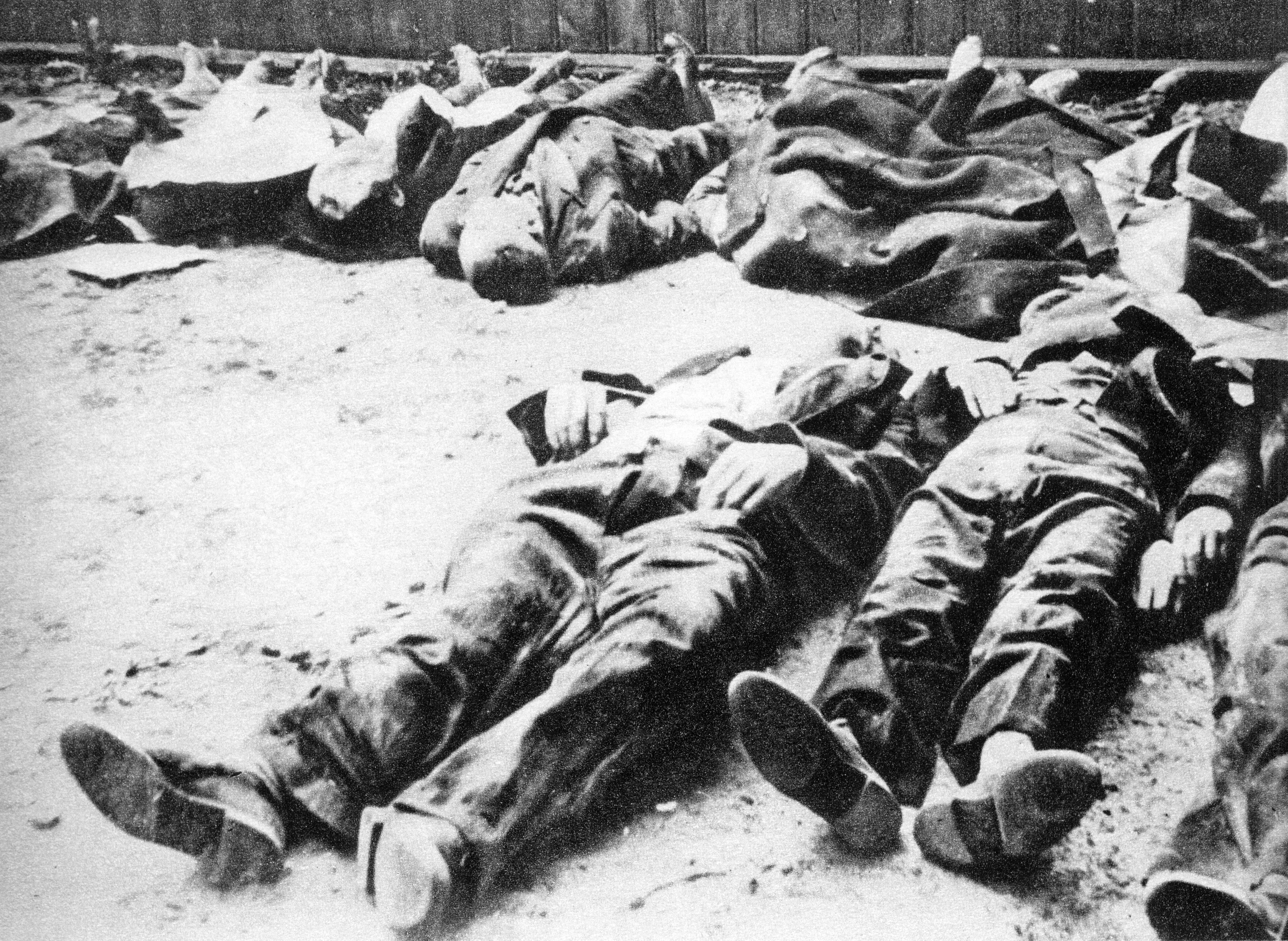
Civils polonais assassinés lors du massacre de Wola, Varsovie, août 1944.

Les historiens polonais et allemands estiment que pendant le soulèvement de Varsovie de 1944, jusqu'à 200 000 civils ont péri dans les massacres. Déjà en 1944, le SS-Gruppenführer Heinz Reinefarth est crédité de 250 000 morts, ce qui est maintenant considéré comme exagéré par lui à des fins de propagande. L'historien Hans von Krannhals affirme qu'au moins 10 % des victimes ont été tuées lors d'exécutions massives commises par les troupes allemandes régulières, notamment par les divisions Hermann Göring telles que la 1re division d'infanterie à Praga, la 2e division motorisée à Czerniaków, la 25e division de Panzergrenadier dans le Marymont ainsi que la 19e Panzerdivision dans les districts de Praga et Żoliborz. Les atrocités sont étroitement liées à la destruction planifiée de Varsovie par Hitler qui menaçait de « la transformer en lac ». La plus importe d'entre elles s'est déroulée dans le district de Wola, où au début août 1944 des dizaines de milliers de civils (hommes, femmes et enfants) sont méthodiquement rassemblés et exécutés par les Einsatzkommandos de la Sicherheitspolizei opérant au sein du groupe de forces Reinefarth sous le commandement d'Erich von dem Bach-Zelewski. Les exécutions dans le district de Wola, désignées sous le nom de massacre de Wola, comprennent également les meurtres de patients et de membres du personnel des hôpitaux locaux. Les corps des victimes sont récupérés et brûlés sous peine de mort par les membres du Verbrennungskommando composé d'hommes polonais capturés. Le carnage qui atteint une limite inégalée stupéfait même le haut commandement allemand.
Des massacres ont eu lieu dans les quartiers de Śródmieście (centre-ville), de la vieille ville, du Marymont et d'Ochota. À Ochota, des meurtres de civils, des viols et des pillages sont perpétrés par les membres de la SS Sturmbrigade RONA russe sous le commandement de Bronislav Kaminski et de la 36e division SS sous le commandement d'Oskar Dirlewanger. Jusqu'à fin septembre 1944, les résistants polonais ne sont pas considérés par les Allemands comme des combattants et sont sommairement exécutés lors de leur capture. Après la chute de la vieille ville, début septembre, les 7 000 patients hospitalisés grièvement blessés restants sont achevés ou brûlés vifs souvent avec le personnel médical les soignants. Des atrocités similaires se dérouleront lieu plus tard dans toute la zone de Czerniaków. Les insurgés capturés seront également pendus ou exécutés après la chute des districts de Powiśle et Mokotów.
| Chronologie des massacres pendant l'insurrection de Varsovie | Chronologie des massacres pendant l'insurrection de Varsovie |
| ------------------------------------------------------------ | --- |
| 2 août 1944                                                  | Prison de Mokotów sur la rue Rakowiecka – environ 500 prisonniers assassinés                                                                                         |
| 2 août 1944                                                  | Monastère jésuite de la rue Rakowiecka – environ 40 Polonais assassinés, incluant 16 jésuites                                                                        |
| 2 août 1944                                                  | Ochota – Tous les otages exécutés |
| 4 août 1944                                                  | Ochota – Début du massacre méthodique des habitants. Dans la rue Olesińska à Mokotów, jusqu'à 200 civils assassinés avec des grenades à main jetées dans un sous-sol |
| 5 août 1944                                                  | Wola – Début du massacre en masse des habitants. 10 000, 20 000 ou 40 000 habitants assassinés                                                                       |
| 5 août 1944                                                  | Hôpital Wolski – environ 360 patients et personnels assassinés, |
| 5 août 1944                                                  | Hôpital Saint-Lazare – environ 1000 patients et personnels assassinés,                                                                                               |
| 6 août 1944                                                  | Hôpital Karola i Marii – plus de 100 patients assassinés, |
| 8 août 1944                                                  | Vieille ville – Les Allemands ont incendié des bâtiments historiques de la vieille ville                                                                             |
| 10 août 1944                                                 | Ochota – La brigade SS-RONA assassine de nombreux résidents |
| 28 août 1944                                                 | Imprimerie de sécurité polonaise – Blessés, le personnel des hôpitaux de campagne et les civils abrités au sous-sol sont assassinés                                  |
| 29 août 1944                                                 | Divers – Des Allemands assassinent des vieillards et des invalides dans un refuge municipal capturé                                                                  |
| 2 septembre 1944                                             | Vieille ville de Varsovie – 300 patients sont assassinés |
| 2 septembre 1944                                             | Vieille ville – 7000 civils sont assassinés |

Plus de 200 000 Polonais ont été tués dans le soulèvement,. Sur 450 000 civils survivants, 150 000 ont été envoyés dans des camps de travail en Allemagne, et 50 000 à 60 000 envoyés dans des camps de concentration ou de la mort. Après la fin du soulèvement, les Allemands ont continué à détruire systématiquement la ville, la laissant en ruine. Ni von dem Bach-Zalewski ni Heinz Reinefarth ne seront jugés pour leurs actions commises lors de l'insurrection de Varsovie,.
Le rôle des Soviets est débattu par les historiens. Des questions se posent sur les motifs politiques soviétiques pour arrêter leur avance sur la ville pendant le soulèvement, permettant ainsi la poursuite des destructions, et refusant l'utilisation de leurs aérodromes à la Royal Air Force et à l'United States Army Air Forces.

## Fin de la domination allemande et retour des Soviétiques (janvier 1945)
Avec le retour des Soviétiques, les tueries et les déportations reprennent. Staline tourne son attention vers l'Armia Krajowa considérée comme un obstacle dans les objectifs soviétiques de contrôle de la Pologne, où le NKVD entreprend leur destruction. Les Polonais sont accusés d'héberger des espions allemands dans leurs rangs, d'avoir tenté de prendre le contrôle des unités polonaises combattant aux côtés de l'Armée rouge et de provoquer des désertions. Les unités de l'Armée de l'Intérieur qui se sont battues contre les Allemands pour soutenir l'avance soviétique ont vu leurs officiers et leurs hommes arrêtés. Dans les villes de  Wilno et Nowogrodek, les Soviétiques déportèrent au Goulag 1 500 officiers et 5 000 soldats.

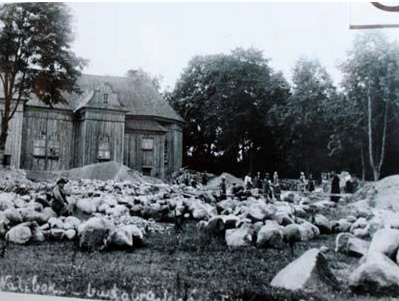
Le massacre de Nalibaki commis par les partisans soviétiques en 1943.

L'Armée de l'Intérieur est déclarée organisation illégale. En conséquence, on estime jusqu'à 40 000 les partisans de l'armée de l'intérieur persécutés ou déportés. Dans la région de Lublin, plus de 50 000 Polonais ont été arrêtés entre juillet 1944 et juin 1945. Le NKVD est soupçonné de tueries dans le bois de Turza où 17 corps seront retrouvés, bien que des témoins montent jusqu'à 600. À Baran Wood, 13 corps sont retrouvés mais des témoins en revendiquent à nouveau des centaines. Les archives montrent que 61 condamnations à mort ont été exécutées, ajoutées aux 37 « officielles » rien qu'en octobre 1944.

### Internement de ressortissants polonais
À la fin de la Seconde Guerre mondiale, la Pologne demeure sous contrôle militaire soviétique. Environ 60 000 soldats de l'Armée de l'Intérieur sont arrêtés par le NKVD. Quelque 50 000 d'entre eux sont déportés vers les Goulags et les prisons au cœur de l'Union soviétique. Après plusieurs mois d'interrogatoires brutaux et de torture, 16 dirigeants de l'État clandestin polonais rejoignent les prisons en URSS après un procès mis en scène sur des accusations inventées de toutes pièces par Moscou. Le groupe de forces du Nord de l'armée soviétique est stationné dans le pays jusqu'en 1956. La persécution des membres de la résistance antinazie n'était qu'une partie du règne de la terreur stalinienne en Pologne. Au cours de la période 1944-1956, entre 300 000 à 2 millions de Polonais avaient été arrêtés selon des récits divergents. 6 000 condamnations à mort politiques ont été prononcées, la majorité d'entre elles exécutées. On estime que plus de 20 000 personnes sont mortes dans les prisons communistes dont celles exécutées « dans la majesté de la loi » comme Witold Pilecki ou Emil August Fieldorf.

## Estimation des pertes polonaises et conséquences

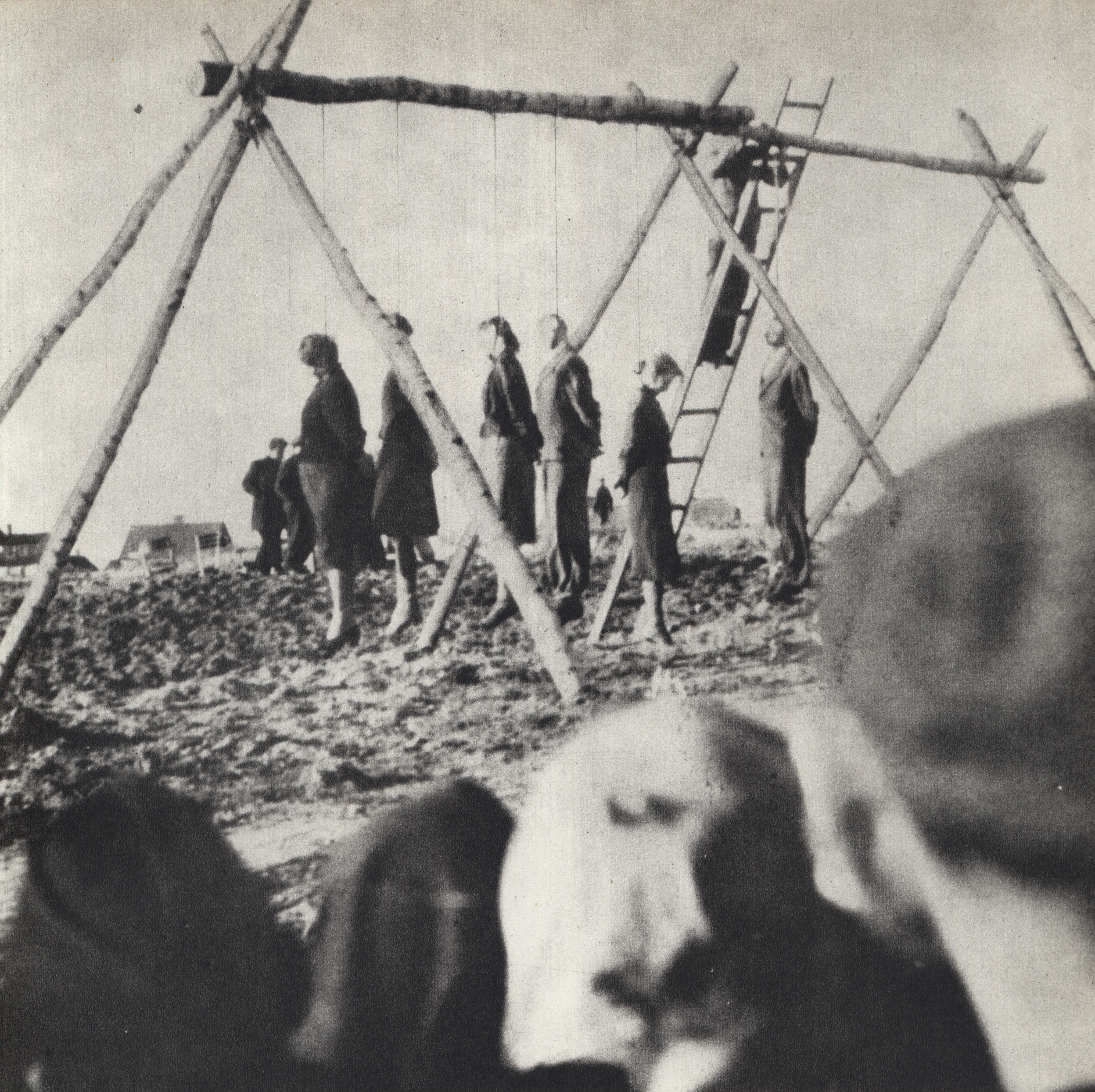
Exécution publique de civils polonais en territoire occupé par l'Allemagne, 1942.

Environ six millions de citoyens polonais,, dont trois millions de Juifs, sont morts entre 1939 et 1945 ; on estime que 4 900 000 à 5 700 000 ont été assassinés par les forces allemandes et 150 000 à un million par les forces soviétiques,,.
En août 2009, les chercheurs de l'Institut polonais de la mémoire nationale estiment le nombre de morts en Pologne (y compris les Juifs polonais) entre 5,47 et 5,67 millions (en raison des actions allemandes) et 150 000 (en raison des soviétiques), soit environ 5,62 et 5,82 millions au total.
Pendant la Seconde Guerre mondiale, les Juifs de Pologne ont subi le pire pourcentage de pertes par rapport à tous les autres groupes nationaux et ethniques. La grande majorité étaient des civils. En moyenne, 2 800 citoyens polonais sont morts par jour pendant l'occupation du pays. Les classes professionnelles polonaises ont subi des pertes plus élevées que la moyenne avec des médecins (45 %), des avocats (57 %), des professeurs d'université (40 %), des techniciens (30 %), des membres du clergé (18 %) et de nombreux journalistes.
Au-delà des citoyens polonais morts aux mains des puissances occupantes, de nombreuses autres étrangers ont fait les frais de la répression en Pologne. Tadeusz Piotrowski estime que deux millions de personnes appartenant à cinquante nationalités différentes provenant de 29 pays ont été exterminées par les Allemands en Pologne occupée. Cela comprend un million de Juifs étrangers déportés de toute l'Europe et exécutés dans les camps d'extermination nazis sur le sol polonais, ainsi que 784 000 prisonniers de guerre soviétiques et 22 000 prisonniers de guerre italiens.

### Lectures complémentaires
- Anne Applebaum, Gulag a History, Londres, Penguin Books, 2004 (ISBN 0-14-028310-2)
- Leonardo de Benedetti, Primo Levi, Londres, Verso, 2006 (ISBN 1-84467-092-9)
- George Bruce, The Warsaw Uprising, 1 August – 2 October 1944, Londres, Pan Books, 1974 (1re éd. 1972) (ISBN 0-330-24096-X)
- Jan Ciechanowski, The Warsaw Rising, Londres, Cambridge University Press, 1974 (ISBN 0-521-20203-5)
- Alick Dowing, Janek: A Story of Survival, Letchworth, Ringpress, 1989 (ISBN 0948955457, lire en ligne)
- Louis FitzGibbon, Katyn Massacre, Londres, Corgi, 1989 (ISBN 0552104558)
- Joanna Hanson, The Civilian Population and the Warsaw Uprising of 1944, Cambridge, Cambridge University Press, 29 octobre 1982 (ISBN 0-521-23421-2, lire en ligne)
- Klaus Hergt, Exiled to Siberia: A Polish Child's World War II Journey, Cheboygan, Michigan, Crescent Lake, 2000 (ISBN 0-9700432-0-1, lire en ligne)
- Abraham Lewin et Antony Polonsky, A Cup of Tears: A Diary of the Warsaw Ghetto, Fontana, 1990 (1re éd. 1988) (ISBN 0006375707)
- Neil Orpen, Airlift to Warsaw, Londres, Foulsham, 1984 (ISBN 0-572-01287-X)
- Anita Prazmowska, Civil War in Poland, 1942–1948, Palgrave, Macmillan Basingstoke, 2004 (OCLC 769773614)
- Telesfor Sobierajski, Red Snow: A Young Pole's Epic Search for his Family in Stalinist Russia, Londres, Leo Cooper, 1996 (ISBN 0-85052-500-4)
- Simon Schochet « Attempt to Identify the Polish-Jewish Officers Who Were Prisoners in Katyn » (1989)
- Michael J. Neufeld et Michael Berenbaum, The Bombing of Auschwitz: Should The Allies Have Attempted It?, New York, St. Martin's Press, 2000 (ISBN 0312198388, lire en ligne)
- Anna M. Cienciala, N. S. Lebedeva et Wojciech Materski, Katyn: A Crime Without Punishment, New Haven, Yale University, 2007 (ISBN 9780300108514)
- Waclaw Zagorski, Seventy Days, Londres, Frederick Muller, 1957 (OCLC 10190399)
- J. K. Zawodny, Nothing but Honour: The Story of the Warsaw Uprising, 1944, Londres, Macmillan, 1978 (ISBN 0-333-12123-6)